# Liste des personnages des œuvres de Rick Riordan
 (janvier 2018).
- Si vous ne connaissez pas le sujet, laissez ce bandeau (vous pouvez alors contacter les auteurs).
- Si vous supprimez le contenu mis en cause (vous pouvez préalablement contacter les auteurs),

argumentez précisément cette suppression dans la page de discussion
(un manque de référence n'est pas un argument ; une recherche réelle de référence doit avoir été effectuée, être formellement documentée).
 (janvier 2018).
Si vous disposez d'ouvrages ou d'articles de référence ou si vous connaissez des sites web de qualité traitant du thème abordé ici, merci de compléter l'article en donnant les références utiles à sa vérifiabilité et en les liant à la section « Notes et références ».
Voici une liste de personnages qui apparaissent dans la Saga de la Colonie des Sang-Mêlé (qui comprend la série Percy Jackson, la série Héros de l'Olympe, et la série Les Travaux d'Apollon), Les Chroniques de Kane et Magnus Chase et les Dieux d'Asgard.

## Saga de la Colonie des Sang-Mêlé

### Personnages principaux dePercy Jackson

#### Percy Jackson
Persée "Percy" Jackson est le fils de Poséidon, le dieu grec de la mer et des océans et de la mortelle Sally Jackson . Il est le narrateur de l'histoire, et par conséquent, un personnage récurrent. Il a douze ans au début du premier livre et seize à la fin du dernier. Chaque année il part en quête avec ses amis, afin de sauver l'Olympe des machinations et de l'armée de Cronos, se faisant de nouveaux amis et camarades année après année. C'est lui qui mène la défense de Manhattan contre l'armée du Titan Cronos. À la fin du dernier livre, il commence à sortir avec Annabeth.
Il possède une épée appelée Anaklusmos (Turbulence Marine) et il est considéré comme le meilleur épéiste de la colonie. Son défaut fatal est sa loyauté envers ceux qui lui sont proches ; il pourrait condamner le monde pour sauver un ami.

#### Annabeth Chase
Annabeth est la fille d'Athéna, déesse grecque de la sagesse et de la guerre, et du mortel Frederick Chase. Elle est un personnage récurrent des romans. Comme Percy, elle a douze ans au début de la série et seize à la fin. Arrivée à la colonie à sept ans, elle attendait le pensionnaire qui lui permettrait de partir en quête : Percy. À partir du premier livre, elle devient la meilleure amie de Percy. Il va jusqu'à entreprendre une quête pour la sauver en même temps qu'Artémis dans Le Sort du titan. Dans ce tome, elle est enlevée par un manticore et doit supporter le poids du ciel, tout comme l'a fait Atlas durant des millénaires et Luke juste avant elle. Elle finit aussi par obtenir sa propre quête, ce dont elle rêvait, qui la mènera dans le labyrinthe de Dédale. Dans le dernier tome, elle et Percy commencent à sortir ensemble après leur victoire contre Cronos.
Elle est passionnée d'architecture. Son défaut fatal est l'hubris (l'orgueil).

#### Grover Underwood
Grover est un satyre et le meilleur ami de Percy. Il a des cheveux bruns bouclés et des cornes. Il est végétarien et se nourrit aussi de cannettes de soda et d'enchiladas. Grover a 28 ans dans le premier livre mais il a l'apparence d'un adolescent. Comme tous les satyres, il peut sentir les émotions et détecter les monstres et les demi-dieux. Dans le tome 4, il commence à sortir avec une dryade nommée Genièvre.
Il apparaît pour la première fois dans Le Voleur de foudre, déguisé en élève au collège de Percy, étant son "protecteur". Grover révèle plus tard son identité, son but est d'obtenir son permis de chercheur, qui lui permettra d'enquêter sur la disparition du dieu de la nature Pan. Quant Polyphème le capture dans La Mer des monstres, Grover développe un lien d'Empathie pour communiquer avec Percy sur de longues distances, afin que ce dernier vienne le secourir. Grover trouve finalement le dieu Pan dans La Bataille du labyrinthe, qui meurt en lui transmettant ses pouvoirs. Le Conseil des Sabots Fendus refuse pourtant de croire en la disparition du dieu de la nature. Durant le dernier livre, Le Dernier Olympien, Grover est retrouvé par Percy et Nico à Central Park, ayant été endormi par Morphée, le dieu du sommeil. Durant ce tome, il participe à la bataille de Manhattan, réussissant à changer le Titan Hypérion en érable grâce à sa magie sylvestre. A la fin du tome, Grover est présent au Mont Olympe lorsque le Titan Cronos est détruit. Il est nommé Seigneur de la Nature par les dieux en récompense de son courage et obtient un siège au conseil des satyres.
Il réapparait à trois reprises dans les Héros de l'Olympe. Dans Le Fils de Neptune, Percy a un bref aperçu de son meilleur ami Grover qui tente de le contacter par l'intermédiaire de leur lien d'Empathie. Dans La Maison d'Hadès, lui et Rachel agissent en tant qu'ambassadeurs pour convaincre Reyna et Octave de ne pas attaquer la Colonie des Sang-Mêlé, en leur transmettant un message d'Annabeth, piégée au Tartare. Dans Le Sang de l'Olympe, il participe à la bataille de la Colonie des Sang-Mêlé, commandant une armée de satyres et de dryades.

#### Luke Castellan
Luke est un des fils d'Hermès. Il est décrit comme beau, avec des cheveux couleur de sable, des yeux bleus et une longue cicatrice sur la joue causée par Ladon.
Il fugue de chez lui à l'âge de neuf ans et erre des années seul avant de trouver Thalia, Annabeth, puis Grover. Arrivé à la colonie grâce au sacrifice de Thalia, il y vivra plusieurs années en tant que pensionnaire permanent, puis, en raison d'une quête qui a mal tourné, il se placera du côté de Cronos, combattant pour lui, contre Percy et la colonie, allant même jusqu'à accueillir l'âme de Cronos dans son corps avant la résurrection totale du Titan. À la fin du dernier tome, il reprend le contrôle de son corps pour quelques instants et se sacrifie pour sauver l'Olympe, se rendant compte de ce qu'il a fait. Il meurt à l'âge de 23 ans.

#### Thalia Grace
Thalia est la fille de Zeus et de Beryl Grace, une starlette de la télé que le dieu du ciel a rencontré dans les années 1980. Elle a les cheveux noirs hérissés en pique, des yeux bleu électrique et arbore un look punk. Elle est aussi  la sœur de Jason. Sa mère est morte jeune dans un accident de voiture après une vie d'excès. Avant cet évènement, Thalia a fugué de chez elle, rencontrant par la suite Luke, puis Annabeth et Grover. Au sommet de la colline de la Colonie des Sang-Mêlé, attaqués par des monstres, Thalia décide de se sacrifier pour sauver les autres. Elle succombe face aux Trois Furies et à une meute de chiens des Enfers. Après sa mort, Thalia fut changée en arbre : un pin magique qui crée une barrière protégeant la colonie.
Dans La Mer des Monstres, le pin de Thalia est empoisonnée par Luke. Percy et Annabeth partent alors en quête dans le Triangle des Bermudes, à la recherche de la Toison d'or susceptible de sauver le pin. Ils réussissent à la fin du livre et l'arbre est guérie. Mais contre toute attente, la magie de la toison fonctionne trop bien et Thalia est ressuscité, apparaissant entre les racines de l'arbre.
Dans Le Sort du Titan, Thalia tente de s'adapter à sa résurrection. Elle a en apparence 15 ans et se sert d'une lance et d'un bouclier magique, Aegis. Au début du roman, elle aide à sauver Nico et Bianca di Angelo à l'académie Westover Hall mais ne peut empêcher qu'Annabeth soit capturée par un manticore. Par la suite, Thalia conduit le bus du soleil, se dispute avec Percy et est choisie par Zoé Nightshade pour partir en quête et sauver Artémis et Annabeth. Lors d'un combat contre le sanglier d'Erymanthe, Percy devine que Thalia a le vertige, ce qui est ironique car elle est la fille du dieu du ciel. A la fin du livre, après la mort de Zoé, Thalia accepte de devenir la nouvelle lieutenante d'Artémis. Ainsi, elle devient immortelle et n'atteindra jamais l'âge de 16 ans, ce qui fait qu'elle ne sera jamais concernée par la Grande Prophétie.
Dans Le Dernier Olympien, Thalia revient à Manhattan avec les Chasseresses d'Artémis pour donner un coup de main aux demi-dieux face à l'armée de Cronos. Elle tue un Hyperboréen. Elle monte dans l'ascenseur de l'Empire State Building avec Percy, Annabeth et Grover mais est incapable de se rendre au Mont Olympe car une statue d'Héra s'écrase sur sa jambe. A la fin du livre, elle fait partie des héros récompensés par les dieux pour leur bravoure.
Thalia réapparait dans la série Héros de l'Olympe. Dans Le Héros Perdu, Jason tombe sur une photo d'elle dans le bungalow de Zeus et acquiert la certitude que Thalia est sa sœur. Plus tard, la Chasseresse secourt Jason, Piper et Léo face à Lycaon. Quand elle reconnaît son frère, Thalia est folle de joie. Elle révèle que Jason est né quelques années après elle, à une époque où Zeus rendait visite à leur mère en tant que Jupiter. Mais Junon, furieuse que Zeus l'ait trompée deux fois, revendiqua Jason qui fut abandonné par sa mère à la déesse Lupa. C'est par la suite que Thalia a fugué. A la fin du livre, Thalia défend la Maison du Loup et est changée en statue de glace par Chioné, la déesse de la neige.
Dans Le Sang de l'Olympe, Thalia revient : les Chasseresses et les Amazones sont face à Orion, un géant qui souhaite tuer les Chasseresses. Thalia rencontre Reyna et quitte le quartier général de San Juan avant l'attaque d'Orion, qui tue plusieurs de ses Chasseresses, dont Phoebe, sa fidèle lieutenante.
Elle réapparaît dans la série Les Travaux d'Apollon. Elle sauve Apollon devenu humain à cause d'une faute inconnue.

#### Tyson
Tyson est un Cyclope, fils de Poséidon et d'une Nymphe et par conséquent, demi-frère de Percy. Il apparaît dès le deuxième livre La Mer des monstres. Il est un peu simplet et balourd, ce qui irrite Percy au début, ainsi qu'Annabeth qui déteste les Cyclopes.
En tant que Cyclope il est résistant au feu, et en tant que fils de Poséidon, il peut respirer sous l'eau. À la fin du deuxième livre, il partira pour les forges des Cyclopes, où il construira tous types d'armes. Dans La Bataille du labyrinthe, il fait partie de la quête avec Annabeth, Percy et Grover dans le labyrinthe. Il libère ainsi Briarée, un Hécatonchire, et affronte Campé lors de la bataille finale. Dans Le Dernier Olympien, Tyson est présent au réveil de Percy dans les abysses après que ce dernier a survécu à l'explosion du Princesse Andromède. Il affronte Typhon au côté de Poséidon à la fin du livre, réussissant à renvoyer le monstre au Tartare.
Tyson réapparait dans les Héros de l'Olympe : dans Le Fils de Neptune, Percy voit Tyson en rêve, à la recherche de son demi-frère avec Kitty O'Leary alors que ce dernier est en Alaska. Il réussit à la retrouver et tombe amoureux d'Ella, la harpie à la mémoire photographique. Tyson réapparait brièvement avec Ella dans le tome suivant, à la Nouvelle-Rome. Puis, il revient une dernière fois pour sauver Nico et Reyna dans Le Sang de l'Olympe, alors que ces derniers ramènent l'Athéna Parthénos. Il imite la voix d'Octave pour que les légionnaires romains lâchent leurs armes avant de les assommer.

#### Nico di Angelo
Nico di Angelo est un fils d'Hadès. Il a les cheveux noirs et le teint pâle, mais avant la mort de sa soeur, il avait le teint mat.
Il apparaît pour la première fois dans Le Sort du titan. À l'époque il était fan d'un jeu appelé Mythomagic qui regroupait les dieux et déesse grecs. Lui et sa sœur sont sauvés par Annabeth et Percy aidés d'Artémis et de ses chasseresses, alors qu'ils se faisaient attaquer par un manticore. Âgé de 10 ans dans Le Sort du titan, il a vécu figé dans cet âge pendant environ soixante-cinq ans. En effet, il est né en 1932, mais le pacte des Trois Grands a incité Hadès à les placer, lui et sa sœur Bianca, dans l'hôtel-casino du Lotus de Las Vegas en 1942. Il est très enthousiaste à l'idée d'être un demi-dieu. Mais son enthousiasme retombe lorsqu'il se rend compte que les autres demi-dieu craignent le fils d'Hadés, Dieu qui n'est pas très apprécié. Lorsqu'il découvre que Percy a manqué à sa promesse de protéger Bianca, morte pendant une quête, il en conçoit une grande rancune. Il ne verra plus Percy pendant des mois, fréquentant plus les morts que les vivants. Après une invocation de Bianca, il finira cependant par se ranger du côté de Percy et de la colonie, combattant à leurs côtés à la bataille du labyrinthe et à la bataille de Manhattan. Quand le bungalow 13, celui d'Hadès, est terminé, il en est le seul pensionnaire, mais ne s'y rend pas beaucoup, n'étant que rarement à la colonie.
Dans les Héros de l'Olympe, son homosexualité est révélée. Nico devient même l'un des personnages principaux dans le dernier tome, Le Sang de l'Olympe.
Contrairement aux autres demi-dieux, l'arme de Nico n'est pas en bronze céleste mais en fer stygien. Elle est cependant tout aussi efficace pour tuer les monstres. Il a aussi la capacité d'invoquer les morts. Son défaut fatal est la rancune.

#### Rachel Elizabeth Dare
Rachel est une mortelle aux cheveux roux avec des taches de rousseur. Elle est une artiste dans l'âme et apparaît dans le tome 3, Le Sort du Titan. Dans ce tome, Percy tombe sur elle au barrage Hoover alors qu'il est attaqué par des zombies. Contre toute attente, Rachel peut voir l'épée de Percy et à travers la Brume. Elle aide Percy à s'enfuir mais lui fait promettre de tout lui raconter.
Rachel réapparait dès le tome suivant. Au début du livre, Percy la retrouve à l'académie Goode, alors qu'il est attaquée par des empousai. Rachel aide Percy à échapper à Tammi et Kelli. Elle a le temps d'apprendre que les dieux Grecs existent. Plus tard, son rôle grandit en importance car Percy comprend qu'il faut l'aide d'une mortelle pour se repérer dans le labyrinthe jusqu'à l'atelier de Dédale sans embuches. Percy et Annabeth retrouvent Rachel lors d'une exposition où elle a le corps recouvert de peinture dorée. Rachel accepte d'aider le duo. On apprend par la suite qu'elle est la fille d'un business man très important qui détruit la nature, ce qui l'attriste fortement après la mort du dieu Pan. Vers la fin du livre, Rachel assiste à la résurrection du Titan Cronos qui prend possession du corps de Luke. Elle sauve la vie de Percy en envoyant sa brosse en plastique bleue dans l'œil du Titan.
Dans Le Dernier Olympien, Rachel et Percy marchent sur la plage avant que ce dernier ne soit rappelé pour la guerre contre les Titans. Rachel est ensuite vue dans les rêves de Percy : elle est en vacances avec ses parents, peint un tableau de Typhon s'apprêtant à détruire New York et dessine le nom de Percy en grec ancien sur la plage. Lors de la bataille de New York, elle parvient à se rendre à Manhattan à bord d'un hélico appartenant à Dare Industries. Contre toute attente, elle parvient à résister au charme du sommeil lancé par Morphée et commence à faire des prédictions, comme le fait que le drakon sera vaincu par un enfant d'Arès. Pendant le dernier assaut, elle se cache au Mont Olympe et à la fin du roman, elle se rend en cachette à la Colonie des Sang-Mêlé sur le dos de Blackjack. Elle a compris qu'elle a le pouvoir de divination et qu'elle doit devenir le nouvel Oracle de Delphes. Percy tente de l'en empêcher, pensant qu'elle deviendra folle comme May Castellan, mais Rachel réussit à accepter le pouvoir de Delphes et prononce directement la prochaine Grande Prophétie.
Dans la série Héros de l'Olympe, Rachel est toujours l'Oracle. Dans Le Héros Perdu, elle a une vision lorsqu'elle rencontre Piper McLean et prononce plus tard la prophétie concernant Piper, Jason et Léo, qui doivent aller délivrer Héra. Dans La Maison d'Hadès, elle est en pourparlers avec Reyna sur le toit d'un immeuble de New York, accompagnée de Grover. Elle réussit à convaincre Reyna et prolonger la trêve entre Grecs et Romains. Dans Le Sang de l'Olympe, on apprend que Rachel et Ella la harpie prévoient d'aller à la recherche des livres sibyllins, puisque le pouvoir de Delphes a disparu.

#### Clarisse La Rue
Clarisse est la fille d'Arès et la conseillère en chef du bungalow 5. Elle est de nature violente et moqueuse. Son arme est une lance électrique, cadeau de son père le dieu de la guerre. Dans Le Voleur de Foudre, elle est immédiatement hostile à Percy et se bat avec lui durant le jeu de Capture-l'Etendard, jusqu'à ce que le héros casse sa lance.
Dans La Mer des Monstres, elle est choisie par la prophétie pour aller récupérer la Toison d'or censée sauver le pin de Thalia. Clarisse part donc pour le Triangle des Bermudes, à bord d'un bateau de guerre offert par son père avec un équipage de Confédérés zombies. Elle est rejointe par Percy, Annabeth et Tyson. Hostile à ce qu'ils s'entraident, elle accepte qu'ils restent sur le bateau. Le bateau arrive entre Charybde et Scylla et est détruit. Clarisse dérive jusqu'à l'île de Polyphème où elle est capturée par le Cyclope qui compte l'épouser. Mais Clarisse est sauvée par Percy et Annabeth qui lui remettent la Toison d'or car c'est sa quête. Clarisse retourne donc en avion à la Colonie des Sang-Mêlé et remet la toison.
Clarisse n'apparait pas dans Le Sort du Titan car elle est chargée d'une mission secrète par Chiron. Mais dans La Bataille du Labyrinthe, Percy découvre qu'elle a retrouvé Chris Rodriguez, un demi-dieu renégat qui a perdu l'esprit dans le labyrinthe. Clarisse tombe amoureuse de lui et est heureuse quand ce dernier est guérie de la folie par Dionysos à la fin du livre. Dans Le Dernier Olympien, Clarisse est devenue amie avec Silena Beauregard qui lui a donné des conseils sur son premier petit-copain, Chris. Durant ce tome, l'honneur du bungalow d'Arès est bafoué car les enfants d'Apollon refusent de rendre un chariot volant aux enfants d'Arès et Clarisse refuse donc de se battre. Silena vole alors l'armure de Clarisse pour aller combattre le drakon envoyé par Cronos à New York, un monstre qui ne peut être vaincu que par un enfant d'Arès. Clarisse s'élance à la poursuite de Silena et ne peut empêcher sa mort, empoisonnée par le venin acide du serpent. Folle de rage à côté de sa meilleure amie agonisante, Clarisse ramasse sa lance électrique et la plante elle-même dans l'œil du drakon. Le monstre meurt et Clarisse se lance dans la bataille, traînant le corps du serpent géant derrière elle. Elle reçoit la bénédiction d'Arès qui se manifeste autour d'elle par une aura rouge, la rendant invincible. Un peu après, elle est emprisonnée dans un bloc de glace par un Hyperboréen et ne participe pas au reste de la bataille. A la fin du livre, son père Arès la félicite de s'être aussi bien battue.
Dans la série Héros de l'Olympe, Clarisse apparaît brièvement : dans Le Héros perdu, elle est présente lors de la réunion des conseillers de bungalow, à la fin du roman, quand Jason leur explique d'où il vient. Clarisse semble partager les valeurs des demi-dieux romains telles que les décrit Jason. Puis, dans Le Sang de l'Olympe, on apprend que c'est le satyre Gleeson Hedge qui a secouru Clarisse dans elle était enfant et vivait en Arizona, et que c'est pourquoi Clarisse est très protectrice envers Mellie, la nymphe qui porte l'enfant du satyre. A la fin du livre, Clarisse fait partie des demi-dieux commandant les forces armées de la Colonie. Elle devient la marraine de Chuck Hedge.
Dans le premier tome de la trilogie Les Travaux d'Apollon, on apprend que Clarisse est partie à l'université d'Arizona.

### Personnages principaux deHéros de l'Olympe
En plus de Percy, Annabeth et Nico di Angelo, cette série présente 6 nouveaux personnages principaux.

#### Jason Grace
Fils de Jupiter et frère de Thalia, il a été offert à Héra par son père à l'âge de 2 ans pour apaiser la colère de celle-ci alors qu'il avait fait deux enfants mortels et surtout de la même famille. Jason est né quand Zeus son père était sous sa forme romaine ce qui explique que Jason parle le latin couramment et appelle tous les dieux grecs par leurs nom romain. Héra confia tout d'abord Jason à Lupa (la mère des loups et des anciens Rémus et Romulus) puis il fut envoyé au Camp Jupiter. 
Après treize années dans ce camp et avoir atteint le grade de préteur, il est pris par Héra (qui lui vole sa mémoire) est envoyé dans un bus de l'École du Monde Sauvage où il se retrouve main dans la main avec Piper (qui croit être sa petite amie) et Léo (leur ami), bien que leur amitié n'est qu'un tour joué par la Brume. C'est le plan d'Héra pour ramener la paix entre Grecs et Romains : échanger le leader grec et le leader romain. Jason va très vite devoir accomplir une quête pour sauver la déesse, ce qu'il fait avec succès. Sa mémoire lui revient petit à petit. Il va ensuite rester à la Colonie, attendant que le navire Argo II soit prêt pour rejoindre le Camp Jupiter et repartir ensuite vers Rome et Athènes. Quand tout est prêt, lui, Piper (devenue véritablement sa petite amie), Léo et Annabeth partent vers l'ouest rejoindre les Romains. Les Sept partent ensuite vers Rome, où ils arrivent quelques jours plus tard, avec difficulté. Le jour de leur arrivée est le 1er juillet, anniversaire de Jason. Il n'aura pas le temps de le fêter, devant sauver Nico di Angelo et combattre Éphialtès et Otos. Il combattra les géants avec Percy et Bacchus. Après que Percy et Annabeth soient tombés dans le Tartare, il aide ses compagnons, leur sauvant la vie plus d'une fois. Dans La Maison d'Hadès, lors d'un combat, il doit céder sa place de préteur à Frank, afin que celui-ci puisse tuer leurs ennemis, présents en trop grand nombre. Après être revenus du temple, Percy et Annabeth de retour à leur côtés, tous repartent vers le navire et vers Athènes. 
Jason a été appelé d'après le chef des Argonautes, afin d'apaiser la colère d'Héra, qui appréciait ce héros.
Il mourra dans le tome 3 de la série les Travaux d'Apollon : Le Piège de Feu , assassiné par le troisième empereur Caligula , sous les yeux de Piper , Meg et Apollon/Lester

#### Piper McLean
Fille d'Aphrodite, Piper révèle un caractère inattendu : au début, elle fait tout pour passer inaperçue et s'enlaidir. Elle possède pourtant un fort pouvoir d'enjôlement lui permettant de persuader les gens de faire ce qu'elle veut rien qu'en parlant. Elle peut aussi résister à ce pouvoir exercé par quelqu'un d'autre (comme la sorcière Médée). Elle est à moitié Cherokee par son père qui est un acteur célèbre, Tristan McLean. Malheureusement, celui-ci s'est fait enlever par les légions de Gaïa qui veulent contraindre Piper à trahir ses amis (pendant la quête qu'ils mènent) et Héra pour le sauver, choix qu'elle se refuse à faire jusqu'à la fin. Finalement Piper et ses amis sauvent à la fois la déesse et son père. 
Piper utilise un poignard nommé Katoptris, ayant appartenu à Hélène de Troie, qui lui donne des visions de l'avenir. Bien que Jason n'est jamais été son petit ami au début, ils finissent par véritablement sortir ensemble. Après six mois à la Colonie, elle fait partie des sept demi-dieux qui partent à Rome et à Athènes. Elle remplit la mission qu'Hercule leur confie à elle et Jason, permettant aux demi-dieux de passer le détroit de Gibraltar, et elle réussit à sauver la vie de Percy, Jason et d'elle-même à Rome, dans un nymphée où ils manquent de se noyer dans une eau poisseuse. Bien que par la suite elle ne joue pas un rôle extrêmement important, son pouvoir aura une grande utilité pour vaincre certains ennemis, et sa réflexion permet une nouvelle interprétation de la Prophétie des Sept. Elle est l'équivalent d'Hélène de Troie.

#### Léo Valdez
Fils d'Héphaïstos, Léo est un faiseur de feu, ce qui n'est pas arrivé depuis 1666. Héra a gardé un œil sur Léo depuis sa tendre enfance sous la forme de Tía Callida, une baby-sitter psychopathe et cruelle. La mère de Léo meurt quand celui-ci a 8 ans, mort causée par Léo, qui déclencha un feu à cause de la frayeur que Gaïa, la mère de toute la nature, lui imposa.. Depuis la mort de sa mère, il passe de famille d’accueil à famille d'accueil, et ne cesse de faire des fugues. Il finit par arriver à l'École du Monde Sauvage où il rencontre Piper (et pour lui Jason, mais ce n'est qu'un tour de la Brume). Lors d'une sortie au Grand Canyon, ils sont attaqués par des esprits de la tempête, qu'ils combattent. 
Ils sont ensuite amenés à la Colonie des Sang-Mêlés. C'est là que Léo est tout de suite reconnu par son père. Très habile de ses mains et fort bon en mécanique, il répare un dragon de bronze (qu'il nomme Festus) et découvre le Bunker 9 la nuit précédant le début de la quête que Jason, Piper et lui doivent accomplir. Ils vont donc libérer Héra et combattre Porphyrion. À la fin de cette quête, il avoue à ses camarades de bungalow qu'il est un faiseur de feu, et leur montre le Bunker 9. C'est là qu'il entreprend de construire l'Argo II, avec comme figure de proue la tête de Festus qui a subi d'énormes dommages durant la quête. Il fait partie du groupe de quatre qui vont au Camp Jupiter, mais, possédé par un Eidolon, il attaque le camp et cela force les Sept à partir en catastrophe. À Rome, il part avec Hazel et Frank à la recherche de Nico, qu'ils ne trouveront pas. Ils se feront attaquer dans un souterrain, et Léo ne les sauvera que de justesse grâce à fortune cookie que Némésis lui a donné. Cependant, il est persuadé que le prix était la chute de Percy et Annabeth dans le Tartare. Il conduit ses amis jusqu'en Croatie, où après une attaque de Chioné, il est envoyé sur Ogygie, l'île de Calypso, dont il ne part que bien après. 
Dans la Maison d'Hadès, il aide Hazel à vaincre Pasiphaé et permet à Annabeth et Percy de sortir du Tartare. Il va ensuite conduire l'équipe vers Athènes. Dans Le Sang de l'Olympe, Léo meurt en combattant Gaïa dans le ciel au-dessus de la Colonie des Sang-Mêlé et revient à la vie après que son dragon lui injecte le "remède du médecin", un antidote d'Asclépios contre la mort elle-même. 
Dans Les Travaux d'Apollon, Léo réapparait à la fin du premier tome avec Calypso qu'il a ramené d'Ogygie. Ainsi, tout le monde apprend qu'il est toujours en vie.

#### Hazel Levesque
Hazel est la fille de Pluton et d'une voyante afro-américaine. Elle contrôle les richesses souterraines, les métaux et pierres précieuses et peut se repérer dans tous souterrain, voire en modeler le tracé à sa guise. Née en décembre 1928, elle vivait à la Nouvelle-Orléans avant de déménager en Alaska, où sa mère, possédée par Gaïa, la forçait à ressusciter Alcyonée. Le dernier soir, elle réussit à retarder le réveil du géant en se sacrifiant et en mourant à treize ans, pendant l'été 1942. Elle reste au Enfers pendant soixante-sept ans, se rappelant encore de sa vie, quand Nico, profitant que les Portes de la Mort sont ouvertes, la ramène dans le monde des vivants, au Camp Jupiter. C'est là qu'elle rencontre Frank, puis Percy. Elle entreprend et réussit avec eux la quête consistant à libérer Thanatos et vaincre Alcyonée. Elle trouve Arion, le cheval le plus rapide du monde, qui leur permet de se déplacer bien plus rapidement. Après cette quête, elle commence à sortir avec Frank. Lorsqu'en vient le temps, elle part avec six autres demi-dieux, comme l'a prédit la Prophétie des Sept. Pendant le trajet vers Rome, elle découvre que Léo est l'arrière-petit-fils de Sammy, le garçon qu'elle aimait dans les années 1940. À Rome, piégée dans un souterrain en compagnie de Frank et Léo, elle se fait électrocuter par une sphère d'Archimède. Quand ils repartent vers la Grèce, elle parle avec Hécate et apprend son potentiel magique et son pouvoir de manipuler la Brume. Elle apprivoisera son pouvoir, ce qui lui sera fortement utile pour sauver ses amis de Sciron et pour vaincre Pasiphaé ainsi que Clytios dans la Maison d'Hadès.

#### Frank Zhang
Descendant de Periclyménos, roi de Pylos, un argonaute lui-même petit-fils de Poséidon. Frank est issu d'une famille chinoise établie depuis quatre générations au Canada (un de ses ancêtres ayant été capturé avec une des légions romaines et mené jusqu'à la Chine), Ce fils de Mars peut changer de forme pour se transformer en n'importe quel animal, don qu'il a reçu de son ancêtre argonaute. Étant considéré comme trop puissant (il a à la fois le sang de Poséidon et de Mars, les capacités guerrières et son don familial d'être métamorphe), il fut condamné à la naissance à voir sa vie reliée à un tison. Si ce morceau de bois brûle, Frank meurt. Après le décès de sa mère, soldate, en Afghanistan, il part vers le Camp Jupiter où il rencontre Hazel et sauve Percy lorsque ce dernier arrive. Son propre père lui confie un quête le soir-même : libérer Thanatos et vaincre Alcyonée, ce qui le promeut automatiquement au rang de centurion. Ce n'est que pendant cette quête qu'il comprend quel est son pouvoir. Il va alors commencer à s'en servir, et peut alors se transformer à volonté (avec cependant quelques problèmes s'il a une émotion trop forte). Une fois la quête menée à bien, ils reviennent tous au camp afin de combattre l'armée de Polybotès et c'est après la victoire contre celui-ci qu'il commence à sortir avec Hazel. Frank rejoint, avec Percy et Hazel, les demi-dieux grecs et Jason pour aller à Rome puis Athènes. Frank se lie d'amitié avec ses camarades, mais reste effrayé par le pouvoir de Léo sur le feu, de peur que cela n'enflamme le tison qui le relie à la vie. À Rome, il est, avec Hazel et Léo, attaqué dans un souterrain où il sera électrocuté. Réveillé, c'est sous la forme d'une fouine qu'il permettra au petit groupe de s'échapper. Quelque temps plus tard, à Venise, pour sauver Hazel d'un poison mortel, il devra affronter et tuer toute une race de monstres errant dans la ville. Aidé par la bénédiction d'Arès, il y arrivera et sauvera Hazel. Quand Léo retrouve le groupe après son passage sur Ogygie, il offre à Frank un petit sac ignifugé pour qu'il y place son tison. Le fils de Mars accepte volontiers et ce geste renforce l'amitié entre les deux jeunes hommes et rassure considérablement Frank par rapport aux pouvoirs de Léo. Dans la Maison d'Hadès, Frank recevra le siège de préteur, que Jason lui cède dans le but de permettre à Frank de vaincre leurs ennemis. Il sera alors de nouveau entouré par le halo rouge de la bénédiction d'Arès. Il est l'équivalent de Méléagre et d'Horatius Cocles.

#### Reyna Avila Ramirez-Arellano
Reyna est une fille de Bellone, déesse de la Guerre, et la sœur d'Hylla. Elle a les yeux et les cheveux bruns et son pouvoir consiste à insuffler de la force à ceux qui se battent à ses côtés.
Elle vivait dans le spa de l'île de Circée avant que Percy ne le détruise. Capturée par Barbe-Noire, elle a réussi avec sa sœur à le battre. Elle a ensuite pris le chemin, seule, du Camp Jupiter, où elle a évolué jusqu'à devenir préteur, au même rang que Jason. Elle gère le camp avec justice et bienveillance. Elle possède deux lévriers automates aux yeux de rubis, un en argent (Argentum) et un en or (Aurum) qui peuvent détecter les mensonges, ainsi qu'un pégase nommé Scipion. Quelques années avant la disparition de Jason, elle a rencontré la déesse Vénus à Charleston, qui lui a prédit qu'elle ne trouverait jamais l'amour auprès d'un demi-dieu, ce qui a toujours bridé ses sentiments envers Jason.
Quand Percy apparaît au camp Jupiter au début du second tome, Reyna éprouve de l'amertume à son égard, mais elle finit par le considérer comme allié (allant même jusqu'à lui faire des avances) et quand Percy est promu préteur, Reyna l'accepte volontiers. A la fin du livre, elle accepte une trêve entre Grecs et Romains quand l'Argo II arrive à la Nouvelle-Rome. Elle discute avec Annabeth mais Léo, possédé par un eidolon, attaque la ville et la guerre est déclarée. Reyna retrouve Annabeth à Charleston et la laisse s'enfuir. Elle est réticente à attaquer les Grecs, même si l'honneur des Romains a été bafoué. Dans La Maison d'Hadès, Reyna se trouve à New York avec Octave et ses généraux. Elle fait la rencontre de Rachel et de Grover, qui lui demande une trêve car ils ont un message d'Annabeth. Ce message expose le plan comme quoi si une Romaine rend l'Athéna Parthénos aux Grecs, la paix sera rétablie. Bien que sceptique, Reyna accepte de se rendre en Epire sur le dos de son pégase Scipion, tout en ordonnant à Octave de ne pas attaquer la Colonie des Sang-Mêlé. Reyna arrive à destination mais est obligée d'achever son pégase, blessé par des griffons durant la traversée de l'Atlantique. Elle retrouve Jason, Annabeth et les autres demi-dieux et accepte de ramener l'Athéna Parthénos en faisant équipe avec Nico et Mr Hedge.
Dans Le Sang de l'Olympe, le rôle de Reyna est accru car elle fait partie des 5 personnages principaux. Avec Nico et Mr Hedge, elle voyage depuis la Grèce jusqu'à la colonie des Sang-Mêlé en plusieurs étapes quand Nico utilise le vol d'ombres pour les téléporter avec la statue magique, ce qui les oblige à faire plusieurs escales. D'abord, ils manquent de tomber dans le cratère du Vésuve à Pompéi mais Reyna utilise son pouvoir afin de donner de la force à Nico pour qu'il les transporte en bas du volcan. Dans la ville de ruines, ils sont attaqués par des fantômes recouverts de plâtre. Puis, c'est Lycaon qui attaque le groupe à Evora. La prochaine étape est San Juan, la ville natale de Reyna qui est d'origine portoricaine. C'est là que les Chasseresses d'Artémis capturent Reyna qui rencontre la sœur de Jason, Thalia, et retrouve sa sœur Hylla la reine des Amazones. Mais peu de temps après, Orion attaque le quartier générale et de nombreuses femmes meurent. Reyna parvient à s'enfuir avec Hylla par l'intermédiaire d'un passage secret qui débouche sur l'ancien appartement des deux sœurs. Reyna prend peur quand les fantômes du quartier la traitent de meurtrière parce qu'elle garde un terrible secret.
Elle révèle ce secret à Nico en Caroline du Sud : quand elle était enfant, son père a développé un syndrome de stress post-traumatique, ce qui l'a finalement transformé en mania, un fantôme violent. Un jour, le fantôme de son père a assommé Hylla et pour défendre sa sœur, Reyna a pulvérisé le fantôme avec un sabre en or impérial qui appartenait à un de ses ancêtres pirates. Le parricide étant le pire crime pour les Romains, Reyna serait exécutée si cela venait à être ébruité. Plus tard, une escouade de chevaux ailés, dont le premier Pégase, viennent en aide à Reyna, Nico et Mr Hedge pour transporter l'Athéna Parthénos. Arrivée sur un yacht avec la statue, Reyna se demande comment elle va faire pour la transporter quand Orion attaque la bateau et blesse Blackjack, le pégase de Percy. Reyna choisit de se sacrifier et se jette sur la flèche explosive plantée devant elle mais est sauvée par la statue qui la dote d'une cape en or avec laquelle Reyna réussit à étrangler Orion et ainsi venger toutes les Chasseresses et Amazones tuées par le géant.
Reyna se bat ensuite au côté des Grecs contre l'armée de monstres de Gaïa et repart au Camp Jupiter lorsque la bataille est gagnée, après avoir été rassurée par Piper concernant son avenir amoureux.

### Personnages deLes Travaux d'Apollon
En plus de Léo Valdez, cette trilogie introduit Calypso comme un personnage principal.

#### Lester Papadopoulos
Lester est la forme mortelle d'Apollon dans la trilogie.
Dans la série Héros de l'Olympe, Octave, un des descendants romains d'Apollon, a manqué de provoquer la fin des dieux à cause de sa folie. Pour punir Apollon de son manque de réaction face à la catastrophe imminente, Zeus rend Apollon mortel. Ce dernier est narcissique et a en apparence 16 ans. Il arrive à New York où il est hébergé un moment par Sally Jackson avant de partir à la Colonie des Sang-Mêlé avec une demi-déesse du nom de Meg McCaffrey, rencontrée en chemin. 

#### Meg McCaffrey
Margaret "Meg" McCaffrey est une demi-déesse, fille de Déméter qui a 12 ans dans L'Oracle caché. Elle rencontre Apollon et sa mère la revendique plus tard à la Colonie des Sang-Mêlé.

#### Calypso
Calypso est la fille du Titan Atlas. Elle a les cheveux bruns et les yeux en amande.
Elle apparaît pour la première fois dans La Bataille du Labyrinthe, le tome 4 de Percy Jackson. Après la première guerre des Titans au cours de laquelle elle a soutenu son père, Calypso fut condamnée à demeurer sur son île, Ogygie, pour l'éternité. Elle ne peut quitter l'île et le destin (les Parques) fait en sorte qu'en de très rares occasions, un héros échoue sur son rivage, un héros dont elle ne peut s'empêcher de tomber amoureuse mais qui ne pourra jamais rester. C'est d'abord le cas d'Ulysse puis de Percy.
Percy atterrit sur l'île d'Ogygie après l'éruption du Mont Saint-Helens au cours de laquelle le monstre Typhon est libéré. Calypso recueille le fils du dieu de la mer et finit par lui révéler sa malédiction. Lorsque Percy est appelé à repartir, elle ne le retient pas mais a quand même le cœur brisé. Dans Le Dernier Olympien, Percy demande aux dieux de lui accorder une amnistie complète. Malheureusement, les dieux ne tiennent pas parole, ce qui est révélé dans La Maison d'Hadès, le tome 4 des Héros de l'Olympe. Au Tartare, Percy en prend conscience quand il est attaqué par des arai, des démons des malédictions. Les arai font subir à Annabeth le même sort que Calypso, c'est-à-dire qu'Annabeth n'arrive pas à retrouver Percy et qu'elle pense qu'il l'a abandonnée. Dans ce même tome, c'est au tour de Léo de s'écraser sur Ogygie, après que la déesse Chioné l'a propulsé à travers le ciel au milieu de la Mer Méditerranée. Calypso se sent offensée que les Parques semblent croire que le jeune fils d'Héphaïstos puisse la séduire et elle refuse de lui parler. Puis, plus tard, Calypso remarque le talent manuel de Léo et l'aide à construire le radeau qui lui permettra de quitter Ogygie. Au moment où Calypso prend conscience de ces sentiments envers Léo, ce dernier peut quitter Ogygie. Furieux, il fait le serment de revenir la chercher.
Dans Le Sang de l'Olympe, Léo tient sa promesse. Alors que tout le monde le croit mort, il atterrit à Ogygie sur le dos de Festus, le dragon de bronze. Calypso est déjà prête à partir et elle embrasse Léo.
A la fin de L'Oracle caché, elle et Léo reviennent à la Colonie et partent par la suite dans une quête au côté d'Apollon.

### Dieux Gréco-romains

#### Les Douze Olympiens

##### Zeus/Jupiter
Zeus est le dieu de la foudre et des cieux. Colérique mais juste, il est aussi le père de Thalia Grace (forme grecque) et de Jason Grace (forme romaine). Zeus pose beaucoup d'obstacles sur le chemin de Percy. Jamais à court de menaces, comme foudroyer Percy en plein ciel s'il s'entête à vouloir voler, il finit par s'incliner devant le fils du dieu de la mer qui a sauvé l'Olympe dans Le Dernier Olympien. Son bungalow porte le numéro 1. Dans les Héros de l'Olympe, il ordonne la fin de toute communication entre les dieux et leurs enfants, rancunier envers Percy qui lui a prouvé qu'il avait tort.

##### Héra/Junon
Épouse et sœur de Zeus, Héra est l'une des déesses à ne pas avoir de descendance à demi-mortelle. En effet, puisqu'elle est la déesse du Mariage, elle reste fidèle à son mari. Naturellement son bungalow est construit juste à côté de celui de Zeus et porte le numéro 2. Elle apparaît tout d'abord dans Le Sort du titan, où elle s'oppose à la condamnation à mort de Percy, puis dans La Bataille du labyrinthe. À la fin de ce même livre, elle est définitivement rejetée par Annabeth et Percy qui la trouvent hypocrite. Héra se vengera par la suite en envoyant des vaches (son animal sacré) se soulager sur le chemin d'Annabeth.
Dans Le Héros Perdu, elle est en désaccord avec Zeus car elle sait que le seul moyen de vaincre Gaïa qui s'éveille est de réconcilier les Camps Grecs et Romains. Pour cela, elle concocte un plan consistant à enlever les leaders des deux camps, de les frapper d'amnésie et de les conduire au camp opposé. On apprend dans ce tome qu'elle a obligé la mère de Jason à l'abandonner alors qu'il avait 2 ans pour l'envoyer au Camp Jupiter et qu'elle a veillé sur Léo depuis son enfance en tant que sa nourrice Tia Callida car elle savait qu'il allait un jour bâtir l'Argo II, le vaisseau pour rejoindre le Camp Jupiter. Dans ce même tome, elle est capturée par les géants qui comptent la supprimer pour redonner vie à Porphyrion, le roi des géants. Enfermée à la Maison du Loup, Héra est secourue par Jason, Piper et Léo alors qu'elle est enfermée dans une cage de liane avec des sables mouvants.
Dans Le Fils de Neptune, elle apparaît à Percy amnésique sous la forme d'une vieille dame du nom de June pour le tester avant de revêtir sa véritable apparence de Junon, l'alter-ego d'Héra. On apprend que c'est elle qui a prononcé la malédiction de Frank en apparaissant à la mère et à la grand-mère de ce dernier alors qu'il était bébé.

##### Poséidon/Neptune
Poséidon est le père de Percy, de Tyson et est le dieu de la mer, des chevaux et des tremblements de terre. Il est l'un des Trois Grands Dieux avec ses deux frères Zeus et Hadès. À défaut de porter une chemise hawaïenne ainsi que son éternel bermuda, il est armé d'un dangereux trident. Poséidon est caractérisé par ses cheveux noirs de jais et des yeux verts qu'il a légués à Percy. Il a l'allure d'un pêcheur (peau mate et burinée par le soleil). D'un tempérament réfléchi et posé, il n'hésite pas à s'opposer aux autres dieux lors des conseils. Même s'il n'approuve pas toujours le comportement de son fils, il finit par se ranger à ses avis et à exprimer sa fierté envers Percy à la fin du tome Le Dernier Olympien. Il est très attaché à la survie de son fils et a confiance en lui, se portant garant de lui et lui offrant de l'aide quand il le peut. À la colonie, son bungalow est le numéro 3.

##### Déméter/Cérès
Déméter, la déesse des moissons et de l'agriculture n'apparaît que peu dans l'histoire. On l'aperçoit aux Enfers, en tant qu'invitée d'Hadès, où elle vante les qualités nutritionnelles des céréales qu'elle croit bénéfiques pour tous, même pour Hadès. Elle est très attachée à sa fille Perséphone qu'elle doit partager avec son cruel gendre Hadès, un semestre sur deux. À la colonie, son bungalow est le numéro 4. C'est la mère de Katie Gardner , de Miranda Gardiner , de Billie Ng et de Meg McCaffrey.
Dans Le Dernier Olympien, elle apparaît avec Hadès et Perséphone lors de l'assaut final contre l'Empire State Building et transforme des monstres en rangées de céréales.

##### Arès/Mars
Dieu de la guerre, Arès a un physique cruel, des orbites vides ornées de flammes, des cicatrices sur tout le corps et une allure de voyou. Il est le père de Clarisse LaRue et Frank Zhang. Il se révèle un père dur et froid pour Clarisse dans La Mer des Monstres, sauf dans Le Dernier Olympien, où il est fier d'elle après son combat contre le drakon. Il pose problème à Percy tout au long de ses aventures, tant en le trompant qu'en le manipulant (son combat contre Percy n'arrange pas son ressentiment). Arès finit par s'incliner devant Percy bien qu'il subsiste en lui une rancœur non dissimulée. Il est l'amant d'Aphrodite, la femme de son frère Héphaïstos.
Dans Le Fils de Neptune, son alter-ego, Mars, apparaît pour avertir le Camp Jupiter et offrir une arme à son fils Frank. Dans La Maison d'Hadès, il souffre comme les autres dieux du schisme entre Grecs et Romains.

##### Athéna/Minerve
Déesse de la stratégie guerrière et de la sagesse, Athéna est la mère d'Annabeth Chase et de Malcolm Pace. Elle est très opposée à l'amitié que porte Percy à sa fille et n'hésite pas à le menacer. Bien qu’Athéna ait juré de rester vierge, elle conçoit ses enfants à partir de ses pensées et en fait don aux hommes qu'elle aime. À la fin du livre Le Dernier Olympien, elle s'incline devant l'héroïsme de Percy et accepte finalement qu'il sorte avec sa fille. Le bungalow de ses descendants porte le numéro 6 et est représentatif de sa personnalité, à savoir des bibliothèques remplies de livres, des établis de plans architecturaux et d'inventions complexes.

##### Apollon
Dieu de la médecine, de la beauté et de la musique, Apollon a l'allure d'un jeune homme blond d'environ 17 ans éclatant de beauté.Il est le père de Will Solace et de Octave. Il aide Percy et ses amis dans sa quête dans Le Sort du titan. D'un naturel rêveur, obstiné et surtout inconscient, Apollon aime à guider les demi-dieux vers des situations catastrophiques (lorsqu'il laisse Thalia conduire son char) et fait des vers terribles. Cependant c'est un dieu qui dévoile de bonnes intentions envers Percy et sa sœur Artémis, envers qui il est très protecteur. Ses descendants demi-dieux vivent dans le bungalow 7.Il est le protagoniste de Les Travaux d'Apollon.

##### Artémis/Diane
Artémis, déesse de la chasse, des vierges et de la nuit  a juré de garder sa virginité. Elle est entourée de chasseresses qui lui vouent fidélité absolue. D'une manière générale, Artémis évite le contact avec les hommes sauf celui de son frère jumeau Apollon. Elle prend l'apparence d'une jeune fille brune d'environ 12 ans qui est la moyenne d'âge de son groupe de Chasseresses. Bien qu'un bungalow à la colonie lui soit réservé (le numéro 8), personne n'y vit du fait de l'inexistence de sa descendance. Cependant, elle autorise ses Chasseresses à y vivre lors de situations exceptionnelles, comme dans Le Sort du titan, lorsqu'elle doit partir seule chasser un monstre. Elle est du côté de Percy, celui-ci l'ayant sauvée de la malédiction du Titan.

##### Héphaïstos/Vulcain
Époux d'Aphrodite et père de Charles Beckendorf et de Léo Valdez, Héphaïstos est le dieu de la forge et du feu. Il est plutôt d'une nature paranoïaque (ses pièges ont posé beaucoup de problèmes aux demi-dieux), mais reste toutefois un dieu brillant (ses œuvres en ont émerveillé plus d'un). Il demande de l'aide à Percy dans La Bataille du labyrinthe en échange d'informations, lui disant comment s'orienter dans le labyrinthe de Dédale. Les demi-dieux qu'il revendique habitent le bungalow 9.

##### Aphrodite/Vénus
Déesse de l'amour et mère de Silena Beauregard et de Piper McLean, Aphrodite n'hésite pas à manipuler les hommes pour trouver l'élue de leur cœur. Elle est dotée d'un physique ravissant et très attirant qui fascine tous les hommes qu'elle croise, et Arès étant tombé sous son charme, elle n'hésite pas à tromper Héphaïstos, son époux, avec lui. Elle possède aussi un caractère bien plus profond qu'elle ne veut le montrer et un sens de l'esthétique très poussé. Elle est la plus ancienne des Olympiens puisqu'elle est née du sang d'Ouranos (personnification du Ciel et père des Titans)qui est le père de Cronos. Elle est extrêmement puissante, l'amour pouvant pousser à la folie, comme lors de la guerre de Troie. Aphrodite s'est mis en tête de faire tomber Percy sous le charme d'Annabeth, ce qui réussit, bien qu'on ne sache pas si elle est impliquée personnellement. Elle peut se révéler une mère attentive. Silena et ses autres descendants vivent dans le bungalow numéro 10.

##### Hermès/Mercure
Hermès est le dieu du commerce, des voyageurs, des voleurs et de la chance. Il est aussi le messager des dieux et le père de Luke, des frères Alatir et d'autres demi-dieux. Il est certainement le dieu qui compte le plus de descendants demi-mortels. Son bungalow à la colonie est le 11 et le plus rempli puisqu'il accueille tous les demi-dieux non revendiqués en plus de ses propres enfants, tradition qui prend fin dans Le Dernier Olympien avec le souhait de Percy que tous les dieux reconnaissent leur progéniture avant les treize ans de l'enfant. D'une nature plutôt joviale et rusée, Hermès n'hésite pas à aider Percy dans sa quête dans La Mer des monstres. Néanmoins ce dieu cache aussi de profondes blessures, en particulier au sujet de Luke. Percy s'en rend bien vite compte lorsqu'il provoque le dieu dans Le Dernier Olympien. Il a toujours avec lui son caducée, transformé en téléphone lorsqu’il n’en a pas l'utilité.

##### Dionysos/Bacchus
Monsieur D. plus connu sous le nom de Dionysos est le dieu du vin, de la fête et est le directeur de la colonie des Sangs-Mêlés. Il s'y trouve en exil, puni par son père Zeus pour avoir succombé au charme d'une nymphe déclarée zone interdite. D. ayant horreur de cette punition, il est très sévère avec les pensionnaires, mais il lui arrive d'être sympathique, bien que cela soit très rare. Il n'apprécie pas du tous les héros, en raison des souffrances que Thésée a fait subir à Ariane, que Dionysos a épousé. Il perd un de ses fils jumeaux dans La Bataille du labyrinthe, et demande à Percy de protéger le second (qui est aussi le dernier de ses enfants) dans Le Dernier Olympien. Le bungalow qui lui est dédié est le 12e. Il écorche toujours le nom de Percy qui se transforme en Peter Johnson, Pierre, Perry Johannson ou d'autres. Après la guerre, Zeus, pour récompenser son fils, décide de réduire sa peine de 50 ans.

##### Hadès/Pluton
Hadès est le dieu des morts et des enfers ; Nico Di Angelo,Bianca Di Angelo et Hazel Levesque sont ses enfants. Tout comme Zeus il est un redoutable opposant à Percy. Dans Le Dernier Olympien, il finit par l'emprisonner, espérant alors que Nico deviendrait le héros de la Prophétie. Il cesse ses manigances lorsque Percy enjoint aux dieux d'accepter tous les enfants issus de tous les dieux. Hadès est aussi reconnu par l'Olympe avec honneur puisqu'il a mis un terme à la sanglante bataille de Manhattan et a été d'un grand secours. À la suite de la requête de Percy auprès des dieux, il se voit construire un bungalow en obsidienne massive à la colonie, le numéro 13, qui accueillera son fils Nico et sa fille Hazel.

##### Hestia/Vesta
Hestia, la déesse du Foyer a elle aussi juré de rester vierge. Elle aide Percy dans Le Dernier Olympien en le conseillant et en lui insufflant de l'espoir alors qu'il croit tout perdu. C'est elle qui reçoit des mains du fils de Poséidon la célèbre boîte de Pandore qui ne renferme plus que les espoirs de l'humanité. Elle prend la forme d'une petite fille au regard farouche. En plus de ne pas avoir de descendant, elle n'a pas non plus de bungalow qui lui soit dédié. Sa première apparition, discrète, se produit au début du premier tome Le Voleur de foudre, lorsque Percy arrive à la colonie : il voit un soir une petite fille ravivant les flammes du feu de camp.

#### Les Dieux gréco-romains mineurs
- Achéloos : dieu fleuve prenant l'apparence d'un taureau auquel il manque une corne. Jason et Piper sont confrontés à lui dans La Marque d'Athéna où il tente de les noyer car ils sont envoyés par Hercule. Piper parvient à lui couper sa seconde corne qui devient une corne d'abondance entre ses mains et une arme efficace, bien que risible.
- Asclépios/Esculape : dieu de la Médecine. Il apparaît dans Le Sang de l'Olympe et donne à Jason, Piper et Léo "le remède du médecin", un antidote contre la mort.
- Divinités grecques des vents : Les Boréades : les fils de Borée, particulièrement stupide. Ils apparaissent en tenue de hockey avec des épées crantées ; Borée/Aquilon : le dieu du vent du Nord. Il vit au Québec dans Le Héros Perdu avec les Boréades et sa fille Chioné, déesse de la neige ; Chioné : la déesse de la neige. Elle apparaît dans Le Héros Perdu et dans La Maison d'Hadès. Elle se montre désagréable avec Léo quand ce dernier la rejette et se révèle plus tard une alliée de Gaïa. Elle emprisonne Thalia dans un bloc de glace à la Maison du Loup avant d'attaquer l'Argo II deux tomes plus tard. Elle y gèle Jason, fait disparaître Léo dans le ciel mais est vaincue par Piper qui la poignarde avec Katoptris. ; Eole : le Maître des Quatre Vents. Il apparaît dans Le Héros Perdu et tente dans sa frénésie de tuer Jason, Piper et Léo. Il ressemble à un présentateur météo ; Notos/Auster : le dieu du vent du Sud.
- Bellone : déesse romaine de la Guerre. C'est la mère de Reyna et d'Hylla.
- Eris : déesse de la Discorde. Percy et Annabeth la rencontre comme les innombrables enfants de Nyx dans La Maison d'Hadès.
- Hécate : déesse de la Magie. Elle est aussi la déesse des choix et apparaît pour la première fois à Hazel dans La Maison d'Hadès. Elle est représentée avec deux flambeaux. Elle aide par deux fois Hazel à vaincre des géants, la première fois Clytios et ensuite les adversaires de la jeune fille au Parthénon.
- Hypnos : dieu du Sommeil. L'un de ses fils est Clovis, du bungalow 15.
- Iris : déesse de l'Arc-en-ciel. Lorsque les demi-dieux doivent communiquer, ils le font par "message Iris" en envoyant une pièce dans un arc-en-ciel. Elle apparaît dans Le Fils de Neptune.
- Janus : dieu romain des Portes, des Débuts et des Fins. Il a deux visages et apparaît brièvement dans La Bataille du Labyrinthe.
- Cymopolée : déesse des Tempêtes. Elle apparaît dans Le Sang de l'Olympe. D'abord hostile, elle aide Jason à tuer le géant Polybotès.
- Lares : esprits romains du foyer.
- Morphée : dieu des Rêves. Il fait partie des dieux mineurs qui s'allient à Cronos pendant la guerre des Titans. Dans Le Dernier Olympien, il endort l'île de Manhattan tout entière.
- Niké/Victoria : déesse de la Victoire. Dans Le Sang de l'Olympe, Percy, Hazel, Frank et Léo la combattent car "la victoire" doit être dans leur main pour leur quête.
- Némésis : déesse de la Vengeance. C'est la mère d'Ethan Nakamura. Elle apparaît dans La Marque d'Athéna, où elle fait un marché avec Léo.
- Pan : dieu de la Nature et des satyres. Dans Percy Jackson, il a disparu depuis des millénaires et les satyres sont à sa recherche. Il est retrouvé dans La Bataille du Labyrinthe et meurt en présence de Grover, Percy, Annabeth et Rachel. Sa disparition est liée à son domaine ravagé par les aléas des promoteurs immobiliers.
- Pomone : déesse romaine des Fruits et des Vergers. On l'aperçoit brièvement dans Le Dernier Olympien, sous la forme d'une statue dans une fontaine. Percy la prend pour Déméter, ce qui l'a met hors d'elle.
- Terminus : dieu gardien des Bornes. Il garde la Nouvelle-Rome sous la forme d'une statue sans bras et se montre extrêmement strict sur les droits d'entrée. Dans Le Fils de Neptune, il aide Percy à vaincre le géant Polybotès.
- Thanatos : le dieu de la Mort. Dans les Héros de l'Olympe, les morts se reforment beaucoup trop vite. C'est parce que Thanatos a été enchaîné par les forces de Gaïa en Alaska. Dans Le Fils de Neptune, Percy, Hazel et Frank se lance dans une quête pour le libérer.
- Tibérinus : personnification du fleuve Tibre. Annabeth et Percy le rencontrent dans La Marque d'Athéna.

#### Les Dieux primordiaux
Ces dieux sont ceux apparus avant les Titans et les Olympiens.
- Gaïa/Terra : aussi appelée la Terre-Mère ou la Mère Nourricière, elle est la principale antagoniste dans la série Héros de l'Olympe. Gaïa est en sommeil depuis des millénaires à cause de son immensité et elle cherche à s'éveiller. En 1942, elle a d'abord tenté de ramener son aîné le géant Alcyoné, ennemi de Pluton en forçant Hazel Levesque à se rendre en Alaska. Dans Le Héros perdu, elle cherche à faire revenir ses enfants les Géants. On apprend qu'elle a attaqué Léo étant enfant et qu'à la suite de cet évènement la mère du fils d'Héphaïstos est morte dans l'incendie de son atelier de mécanicienne. Elle apparaît fréquemment aux Sept de la prophétie sous la forme de visage dans le paysage, dans des flaques de boue ou en possédant des personnages pour parler à travers eux. On apprend dans La Marque d'Athéna que Gaïa peut être réveillée par un rituel impliquant du sang de demi-dieu versé sur les "pierres anciennes", qui évoquent le Parthénon. En dépit des efforts des Sept, le sang de Percy et d'Annabeth est versé sur les dalles du Parthénon dans Le Sang de l'Olympe. Gaïa peut ainsi se réveiller et prend forme à la Colonie des Sang-Mêlé. Pour la vaincre, Léo l'emporte dans le ciel car il a appris que le seul moyen de tuer une divinité primordiale est de l'éloigner de son territoire. Ainsi en emmenant Gaïa vers les étoiles entre les griffes du dragon Festus, Léo, Jason et Piper parviennent à endormir Gaïa. Puis, la boule de feu envoyée par Octave depuis la terre heurte Gaïa qui explose en plein ciel. Sa conscience étant détruite, elle se pourra jamais se reformer.
- Achlys : déesse de la Misère, qui vit au Tartare. Percy et Annabeth l'affrontent dans La Maison d'Hadès lorsqu'elle les trahit.
- Keto : déesse des Monstres Marins. Dans La Marque d'Athéna, elle travaille dans un aquarium à Atlanta.
- Nyx : déesse de la Nuit. Percy et Annabeth lui échappent au Tartare dans La Maison d'Hadès.
- Phorcys : dieu primordial de la Mer. Il tente de tuer Percy et Frank dans La Marque d'Athéna à son aquarium d'Atlanta.
- Tartare : personnification de la pire partie des Enfers. Dans La Maison d'Hadès, Percy et Annabeth se rendent compte que le Tartare est vivant et ce dernier tente de les empêcher de s'enfuir par les Portes de la Mort mais ils parviennent à lui échapper in extremis grâce au sacrifice de Bob et de Damasen.

#### Les Titans
- Cronos/Saturne : le Titan du Temps. C'est le principal antagoniste dans la série Percy Jackson. Il est enfermé au Tartare depuis la première Guerre des Titans. Dans La Mer des Monstres, on apprend que Cronos est lentement ramené de la fosse dans un cercueil doré sur le Princesse Andromède. Dans La Bataille du Labyrinthe, Cronos renaît quand Luke lui fait don de son corps. Dans Le Dernier Olympien, Cronos prévoit de détruire l'Olympe avec l'aide des monstres et de Typhon. Son armée est ensuite lancée à l'assaut de New York. Cronos atteint le Mont Olympe à la fin du livre et est face à Percy, Annabeth et Grover. Seulement, Luke reprend le contrôle de son corps et demande à Percy de lui donner le poignard d'Annabeth pour se faire une entaille sur son point faible. Cronos est alors détruit.
- Atlas : le général de l'armée des Titans. C'est le père de Zoé Nightshade et de Calypso, qui porte le ciel sur ses épaules en haut du mont Tamalpaische. Dans Le Sort du Titan, il est libéré de son fardeau par Luke qui ensuite piège Annabeth pour qu'elle soutienne le ciel. Il capture ensuite la déesse Artémis qui prend la place d'Annabeth. A la fin du livre, il se bat avec sa fille Zoé et l'envoie se fracasser sur des rochers avant d'être piégé par Artémis et Percy afin qu'il supporte de nouveau le ciel. Il est brièvement aperçu dans un rêve de Percy dans Le Dernier Olympien, ordonnant aux titans Crios et Hypérion de prendre sa place mais ces derniers font la sourde oreille.
- Crios : le Titan du Sud. Il est brièvement vu dans un rêve de Percy dans Le Dernier Olympien, gardant le mont Othrys, la forteresse des Titans. On apprend dans Le Héros perdu que l'armée romaine a attaqué le mont Tamalpais pendant que les Grecs défendaient New York et que c'est Jason qui a tué le Titan de ses propres mains.
- Hypérion : le Titan de l'Ouest et de la lumière. Il apparaît dans Le Dernier Olympien et La Maison d'Hadès. La première fois, il se montre un adversaire redoutable face à Percy à cause de la lumière vive qu'il renvoie. Mais Percy crée un cyclone dans Central Park qui chasse la lumière d'Hypérion. Grover change ensuite Hypérion en érable grâce à sa magie sylvestre. Dans les Héros de l'Olympe, Percy et Annabeth parcourent le Tartare à la recherche des Portes de la Mort et tombent sur Hypérion, se reformant lentement. Il finit par renaître et garde les Portes de la Mort. Mais ensuite, l'esprit de Tartare détruit Hypérion à cause de son impudence.
- Japet/Bob : le Titan de l'Ouest. On apprend dans La Maison d'Hadès qu'un jour, Percy, Thalia et Nico l'ont combattu aux Enfers et que Percy l'a aspergé avec de l'eau du Léthé, qui fait perdre la mémoire. Depuis, Japet balaye dans le palais du dieu des Enfers, amnésique et surnommé Bob. Lorsque Percy et Annabeth sont attaqués par des empousai, dont Kelli, Bob fonce au Tartare pour les protéger. Il aide Percy et Annabeth, qui craignent constamment qu'il ne retrouve la mémoire et qu'il se rende compte qu'il est leur ennemi. Vers la fin du tome, Japet recouvre ses souvenirs face à son frère Hypérion mais préfère se sacrifier pour sauver les demi-dieux avec Damasen. Juste avant que Percy et Annabeth n'empruntent les portes de la mort, il leur demande de dire bonjour aux étoiles de sa part.
- Prométhée : un Titan qui, après avoir été condamné à avoir le foie dévoré par un aigle tous les jours pendant des millénaires, apparaît dans Le Dernier Olympien. Il apparaît à Percy, Thalia et Grover après le déclenchement des hostilités pour des pourparlers. Il affirme être du côté de Cronos mais qu'il propose une négociation en offrant à Percy l'amphore de Pandore, contenant l'espoir. Il lui dit de relâcher l'espoir si jamais il veut capituler. Comme Cronos perd la guerre, Prométhée fait profil bas.

#### Les Géants
Les Géants sont les enfants de Gaïa et de Tartare, créés pour détruire l'Olympe après la défaite des Titans. Ils ne peuvent être détruits que par un demi-dieu et un dieu travaillant ensemble. Ils sont les principaux ennemis dans la série des Héros de l'Olympe.
- Alcyonée : l'aînée des Géants, ennemi naturel de Pluton. Son corps est fait d'or, d'argent, de pétrole et de diamant. En 1942, il est lentement ramené à la vie en Alaska par Hazel Levesque qui est forcée par Gaïa et sa mère à utiliser son pouvoirs sur les pierres précieuses. Mais Hazel est morte pour finalement empêcher cette résurrection. Dans Le Fils de Neptune, Alcyonée revient à la vie et retient prisonnier le dieu Thanatos ainsi que l'étendard de la légion. Son domaine est toujours en Alaska, sur le glacier Hubbard, où il ne peut être tué. Percy, Hazel et Frank s'y rendent pour libérer Thanatos et Alcyonée se bat avec Frank qui finit par prendre le dessus en se changeant en éléphant d'Afrique. Alcyonée est alors traîné jusqu'à la frontière canadienne en traîneau par le cheval Arion, ce qui permet à Hazel de tuer sa création maléfique.
- Clytios : un géant ennemi d'Hécate qui l'a tué pendant la première guerre des Géants. Il apparaît dans La Maison d'Hadès, son pouvoir réside en l'obscurité. Il garde les Portes de la Mort en Epire, avec Pasiphaé. Hazel parvient à vaincre Pasiphaé avec Léo et est ensuite aidée par Hécate pour éliminer Clytios définitivement.
- Damasen : un géant ennemi d'Arès. Etant l'opposé du dieu de la Guerre, c'est un géant pacifique qui fut enfermé au Tartare. Dans La Maison d'Hadès, Annabeth le rencontre avec Percy. D'abord réticent, il finit par aider le couple à fuir le Tartare.
- Encelade : l'un des premiers Géants à être ramené d'entre les morts. Dans Le Héros perdu, il garde prisonnier le père de Piper pour la faire chanter. Plus tard dans le livre, Jason parvient à le tuer à l'aide d'un éclair envoyé par son père Jupiter. Seulement puisque les Portes de la Mort sont rouvertes, Encelade revient à la vie dans Le Sang de l'Olympe où il est de nouveau tué au Parthénon, cette fois par Athéna et Annabeth côte à côte.
- Otos et Éphialtès : les jumeaux, qui sont opposés à Dionysos. Ce sont eux qui ont capturé Nico et le retiennent captif durant La Marque d'Athéna. Obsédés par le théâtre, ils sont finalement tués Percy et Jason, aidés de Bacchus.
- Mimas : un géant opposé à Héphaïstos. Il apparaît brièvement dans Le Sang de l'Olympe : alors qu'Annabeth et Piper sont à Sparte dans un temple souterrain, Mimas les attaque. Piper parvient à le vaincre en donnant en offrande sa corne d'abondance à ses demi-frères, les dieux Phobos et Déimos. Après qu'elle a poignardé le géant, les statues l'écrasent.
- Orion : le géant Chasseur, qui apparaît dans Le Sang de l'Olympe. Il a un jour été repoussé par Artémis et devient le Némésis de Reyna, car ayant juré de tuer toutes les femmes fortes depuis l'affront de la déesse à son égard. Il a des yeux mécaniques et se bat avec un arc et des flèches. Il se lance à la poursuite de Reyna, Thalia et Hylla, tuant les Chasseresses Phoebe, Celyn et Naomi ainsi que l'Amazone Kinzie. Il manque d'éliminer les sœurs Ramirez-Arellano à San Juan et ensuite Reyna au large de la Colonie des Sang-Mêlé. C'est là que Reyna est aidée par Athéna et Bellone, bénéficiant de "l'égide" de l'Athéna Parthénos : une cape magique. Elle parvient à étrangler Orion et à ainsi venger ses amis.
- Polybotès : un géant pouvant changer l'eau en poison, étant l'ennemi naturel de Poséidon. Il mène l'armée des monstres contre le Camp Jupiter dans Le Fils de Neptune et est tué une première fois par Percy et le dieu Terminus. Polybotès réapparaît dans Le Sang de l'Olympe, étant passé une nouvelle fois par les Portes de la Mort. Il empoisonne Percy au fond de l'eau en Méditerranée. Jason sauve alors Percy en se battant avec la déesse Cymopolée qui décapite Polybotès.
- Porphyrion : le roi des Géants, opposé à Zeus. Dans Le Héros perdu, Porphyrion est ramené à la vie à la Maison du Loup lorsque la force vitale d'Héra est lentement transféré à Porphyrion qui sort d'une sorte de cocon de terre et de pierre. Libérée par Léo et Piper, Héra tente de le tuer mais Porphyrion s'enfuit. Dans Le Sang de l'Olympe, il est à Athènes avec les autres Géants pour organiser le réveil de Gaïa. Il est tué par Zeus et Jason qui le foudroient sur l'Acropole.
- Thoon : le plus petit des Géants, ennemi des Parques. Il apparaît dans Le Sang de l'Olympe, où les Parques le tuent avec des massues.

#### Les autres demi-dieux dansPercy Jackson
Le mot demi-dieu désigne un enfant issu d'un parent mortel et d'un Olympien, puis plus tard d'un dieu mineur.
- Bianca di Angelo : fille d'Hadès, c'est la sœur de Nico. Elle apparaît à Westover Hall au début du livre Le Sort du Titan. Elle décide de rejoindre les rangs des Chasseresses d'Artémis et acquiert l'immortalité. Percy promet à Nico qu'il veillera sur Bianca. Plus tard, Bianca découvre qu'elle est restée figée dans le temps à l'hôtel Casino du Lotus à Las Vegas pendant près de 70 ans. Elle meurt par la suite face à l'automate géant Talos. Nico en veut alors terriblement à Percy d'avoir échoué à protéger sa sœur, jusqu'à ce que le fantôme de Bianca lui demande de pardonner le héros dans La Bataille du Labyrinthe. On voit ensuite Bianca et son frère dans un flash-back le tome suivant, au moment où leur mère est tué par Zeus dans l'explosion d'un hôtel.
- Castor : fils de Dionysos, il a un jumeau appelé Pollux. Il meurt durant La Bataille du Labyrinthe.
- Charles Beckendorf : fils d'Héphaïstos, il est le conseiller en chef du bungalow 9. Il est le meilleur forgeron de la colonie et commence à sortir avec Silena Beauregard, conseillère en chef du bungalow d'Aphrodite, dans le tome 4. Mais au début du tome 5, il meurt dans l'explosion du Princesse Andromède alors qu'il piégeait le bateau des monstres avec Percy.
- Chris Rodriguez : fils d'Hermès non-revendiqué, il apparaît pour la première fois dans La Mer des Monstres. Cachés sur le Princesse Andromède, Annabeth, Percy et Tyson entendent sa voix et Annabeth le reconnaît. Il réapparait dans La Bataille du Labyrinthe et on apprend que Clarisse l'a retrouvé errant en Arizona, après être devenu fou dans le labyrinthe de Dédale. Chris est plus tard guéri de sa folie par Dionysos. Dans Le Dernier Olympien, lui et Clarisse sortent ensemble.
- Connor et Travis Alatir : les frères jumeaux enfants d'Hermès. Ils sont les conseillers en chef du bungalow 11. Ils sont malins, enclins au vol et aux plaisanteries.
- Ethan Nakamura : fils de Némésis. Il apparaît dans La Bataille du Labyrinthe dans le camp de Cronos. Il se bat dans l'arène d'Antée contre Percy. Il a perdu un œil qu'il a offert à sa mère en échange du pouvoir d'un jour changer les choses concernant les dieux mineurs. Dans Le Dernier Olympien, il découvre le point faible de Percy mais au lieu de le tuer, il se retourne contre Cronos. Ce dernier le fait tomber depuis le Mont Olympe. Avant sa chute mortelle, Ethan demande à Percy que les dieux mineurs soient reconnus.
- Jake Mason : fils d'Héphaïstos, il devient le conseiller en chef du bungalow 9 après la mort de Beckendorf. Dans Le Héros perdu, il est gravement blessé par le dragon de bronze avant de donner sa place à Léo.
- Katie Gardner : fille de Déméter, elle est la conseillère en chef du bungalow 4. Elle déteste les frères Alatir qui lui jouent de mauvais tours, comme de mettre des œufs en chocolat de Pâques sur le toit du bungalow 4.
- Lee Fletcher : fils d'Apollon, il est le conseiller en chef du bungalow 7 jusqu'à sa mort dans La Bataille du Labyrinthe.
- Michael Yew : le conseiller en chef du bungalow d'Apollon suivant la mort de Lee Fletcher. Dans Le Dernier Olympien, il défend le pont Williamsburg avec des flèches soniques mais quand le pont est détruit, il disparaît, probablement tué.
- Pollux : le frère jumeau de Castor. Dans Le Dernier Olympien, Percy garantit sa sécurité, suivant la promesse faite au père de Pollux, Dionysos.
- Silena Beauregard : fille d'Aphrodite, elle est la conseillère en chef du bungalow 10. Elle sort avec Charles Beckendorf dans La Bataille du Labyrinthe mais quand ce dernier meurt dans Le Dernier Olympien, elle est anéantie. Par la suite, on découvre qu'elle a été manipulée par Luke afin d'espionner les Sang-Mêlé pour le compte de Cronos. Lorsque le drakon attaque Manhattan, sachant qu'il ne peut être vaincu que par un enfant d'Arès, Silena vole la lance de Clarisse et son armure afin de se faire passer pour elle. Elle lance l'attaque contre le serpent géant mais ce dernier lui crache son poison et elle agonise. Lorsque la véritable Clarisse tue le drakon, Silena avoue dans son agonie comment Luke l'a manipulée et comment elle communiquait des informations au camp ennemi par l'intermédiaire d'un bracelet avec une breloque en forme de faucille.
- Will Solace : fils d'Apollon, c'est lui qui remplace Michael Yew en tant que conseiller en chef après sa mort. Dans Le Dernier Olympien, c'est lui qui supervise les secours et guérit Annabeth grâce à ses pouvoirs de guérison. Dans Le Sang de l'Olympe, Nico le voit en rêve à la table des conseillers qui débâtent sur le fait qu'ils doivent ou non attaquer les Romains qui les encerclent. Plus tard, il aide Mellie à accoucher du bébé satyre et rencontre Nico alors que ce dernier sabote les défenses des Romains à l'aube. Will se montre particulièrement honnête et généreux, ce qui trouble Nico. Il a le pouvoir d'émettre de puissantes rafales soniques. Il fait des remontrances à Nico sur le fait que ce dernier se sent constamment rejeté. A la fin du livre, il ordonne à Nico de passer trois jours à l'infirmerie, ce qui remplit Nico de joie. Dans L'Oracle caché, Will et Nico sortent ensemble.

#### Les autres demi-dieux dans lesHéros de l'Olympe
- Bryce Lawrence : demi-dieu romain fils d'Orcus. Cruel et sadique, il a un jour tué son centurion au Camp Jupiter. Dans Le Sang de l'Olympe, il est chargé par Octave de ramener Reyna au camp pour qu'elle soit exécutée. En Caroline du Sud, il attaque Reyna, Mr Hedge et Nico à l'aide de fantômes qui se sont parjurés et mutile Reyna avant que Nico, fou de rage, le fasse disparaître en le changeant en fantôme et le bannissant aux Enfers.
- Clovis : fils d'Hypnos et conseiller en chef. Dans Le Héros perdu, il passe sont temps à dormir quand Annabeth le consulte pour réparer la mémoire de Jason. Dans Le Sang de l'Olympe, Nico fait appel à lui pour transmettre un message à la colonie.
- Dakota : fils de Bacchus, il est centurion de la cinquième cohorte. Il est accro au Kool-Aid.
- Drew Tanaka : conseillère en chef du bungalow d'Aphrodite après la mort de Silena Beauregard. Elle est désagréable et méchante, aimant briser le cœur des garçons qui en pincent pour elle. Dans Le Héros perdu, Piper la remplace de force.
- Emily Zhang : la mère de Frank, descendante de Pylos, qui est morte en Afghanistan. Mars était tombé amoureux d'elle. En Afghanistan, elle s'est servie de son pouvoir de métamorphose pour sauver des soldats avant de mourir.
- Grand-Mère Zhang : la grand-mère de Frank, descendante de Pylos. Dans Le Fils de Neptune, elle a envoyé Frank au camp Jupiter et lui a confié le tison dont dépend sa vie. Frank la retrouve au Canada, sa maison cernée par des Lestrygons. Elle s'apprête à mourir de vieillesse et explique à Frank son pouvoir de métamorphose. Quand la maison est détruite, Frank aperçoit une buse s'envolant de la fenêtre de la chambre de sa grand-mère, ce qui tend à vouloir dire qu'elle s'est changée en animal.
- Gwendolyn :  centurion de la cinquième cohorte. Dans Le Fils de Neptune, elle meurt durant les jeux de guerre mais revient à la vie car Thanatos est enchaîné. Elle cède plus tard sa place à Frank.
- Michael Varus : fils de Janus, il  était préteur dans les années 70. Il mena une expédition pour récupérer l'aigle de la légion en Alaska mais fut tué par Alcyonée. Son fantôme attaque Percy dans Le Fils de Neptune, puis plus tard Jason dans Le Sang de l'Olympe, qu'il blesse gravement.
- Octave : contrairement aux autres pensionnaires du Camp Jupiter, il n'est que descendant d'un dieu (Apollon) et pas son fils direct. C'est l'oracle du Camp Jupiter. Pour faire des offrandes, Octave sacrifie des ours en peluche, mais ses talents divinatoires sont plus que discutables. Il est très rapidement hostile à Percy, paranoïaque et enclin à partir en guerre contre les Grecs. Dans La Marque d'Athéna, il attaque Annabeth, Piper et Hazel à Charleston après que Léo a déclenché les hostilités. Dans La Maison d'Hadès, Reyna lui confie le commandement des forces de Rome mais Octave s'allie avec des monstres pour encercler la Colonie des Sang-Mêlé. Dans Le Sang de l'Olympe, il envoie Bryce Lawrence tuer Reyna et tente de détruire la Colonie. Alors que la bataille fait rage, Octave remplit une catapulte avec de l'or impérial pour tuer Gaïa se battant contre Léo, Jason et Piper dans le ciel. Mais Octave ne se rend pas compte que ses bijoux en or impérial sont attirés par la charge et Octave finit par se propulser dans le ciel et meurt en percutant Gaïa.

#### Personnages mythologiques
- Achille : fils de Thétis et de Pelée, héros de l'Iliade. Il apparaît brièvement à Percy dans Le Dernier Olympien pour le mettre en garde alors qu'il s'apprête à se baigner dans le Styx.
- Charon : le passeur des Enfers. Il apparaît à Percy, Annabeth et Grover dans Le Voleur de Foudre.
- Chrysaor : fils de Poséidon et de Méduse, frère de Pégase. Il apparaît dans La Marque d'Athéna. Il a une épée en or enchanté et un équipage de pirates à moitié dauphin et attaque l'Argo II.
- Circé : aussi connue sous le nom de "C.C", c'est une Enchanteresse qui dirige un spa de remise en forme dans La Mer des Monstres. Annabeth et Percy y échouent et sont accueillis par Hylla, la sœur de Reyna. Circé change Percy en cochon d'Inde mais Annabeth le libère, ainsi que les pirates capturés par l'enchanteresse. Le spa est par la suite détruit.
- Dédale/Quintus : l'architecte du Labyrinthe. Il apparaît dans La Bataille du Labyrinthe. Après la perte de son fils Icare, il a tué son neveu et s'est enfermé dans le labyrinthe jusqu'à trouver le moyen de transférer son âme dans un corps mécanique. C'est ainsi qu'il se fait passer pour un épéiste à la Colonie des Sang-Mêlé et donner un sifflet en fer stygien à Percy pour appeler sa chienne des Enfers, Kitty O'Leary. Lorsque sa véritable identité est révélée à la fin du livre, il décide de se laisser mourir pour que le labyrinthe s'effondre. Il lègue son ordinateur à Annabeth avant sa mort et se retrouve aux Enfers. Quoique condamné par Minos, il obtient une fin plus ou moins heureuse.
- Héraclès/Hercule : le plus illustre des demi-dieux, fils de Zeus et d'Alcmène. Il apparaît dans La Marque d'Athéna, gardant l'entrée de la Mer Méditerranée entre les colonnes d'Hercule. Il s'avère être désagréable, très loin de l'image héroïque que Piper et Jason se faisaient de lui. Il demande à ces derniers de lui ramener la seconde corne d'Achéloos pour l'utiliser mais Piper ne lui remet pas la corne d'abondance et le couvre de victuailles pour l'empêcher de poursuivre l'Argo II.
- Midas : le roi qui pouvait changer ce qu'il touchait en or. Dans Le Héros perdu, il apparaît au Nebraska, revenu des Enfers par les Portes de la Mort. Il est dans le camp de Gaïa et change Léo et Piper en or avant que Jason ne le foudroie d'un éclair.
- Minos : le roi de Crète. Dans La Bataille du Labyrinthe, il aide Nico dans plan pour ramener sa sœur à la vie mais veut tuer Dédale. Il est l'un des trois juges des Enfers.
- Tantale : le roi ayant donné de la chair humaine à manger aux dieux. Il fut condamné au Tartare. Dans La Mer des Monstres, il gère la Colonie pendant le renvoi de Chiron et se montre injuste envers Percy et Annabeth. Il tente souvent de manger mais la nourriture lui échappe constamment. Quand Chiron est innocenté, il est renvoyé aux Enfers.
- Médée : la sorcière qui fut l'épouse de Jason. Dans Le Héros perdu, elle est revenue des Enfers et gère un centre commercial à Chicago. En entendant le nom de Jason, elle est prise de colère en souvenir de son ancien mari du même nom qui l'a bafouée. Elle utilise l'enjôlement pour pousser Jason et Léo l'un contre l'autre jusqu'à ce que Piper sauve la situation et fasse exploser le centre commercial en mélangeant des potions.
- Narcisse : mortel qui tomba amoureux de son reflet et mourût. Il revient des Enfers dans La Marque d'Athéna : on le voit sur la rive du Grand Lac Salé, quand Léo et Hazel lui dérobent son bouclier qui lui servait de reflet.
- Pasiphaé : la sorcière, épouse de Minos, qui tomba amoureuse d'un taureau et donna naissance au Minotaure. C'est elle qui a insufflé la magie dans le Labyrinthe de Dédale. Elle garde les Portes de la Mort avec Clytios dans La Maison d'Hadès et se révèle une dangereuse adversaire pour Hazel. Mais cette dernière réussit à manipuler la Brume pour se servir de la magie de Pasiphaé contre elle : la sorcière disparaît dans le sol à l'aide d'une illusion.
- Phinéas : le devin de la mythologie grec. Percy, Hazel et Frank le rencontrent dans Le Fils de Neptune. Il est aveugle et est revenue des Enfers grâce à Gaïa. Les Harpies tentent de voler sa nourriture et Phinéas les chasse constamment, dont Ella la harpie rousse. Percy piège Phinéas avec une fiole de sang de Gorgone et le devin meurt, ayant surestimé son importance pour Gaïa qui préfère sauver Percy.
- Procustre/Crusty : un criminel mythique qui aime écarteler ses victimes à ses lits. Il apparaît dans Le Voleur de Foudre et tente de tuer Percy, Annabeth et Grover jusqu'à ce que Percy le tue.

#### Créatures et Monstres gréco-romains humanoïdes
- Les Amazones : guerrières de l'Antiquité qui vivent selon une tradition matriarcale. Dans Le Fils de Neptune, elles vivent à Seattle, au siège social d'Amazon. Leur reine est Hylla, fille de Bellone et sœur de Reyna. Elles aident les Romains contre l'armée des monstres qui attaquent le Camp Jupiter. Dans Le Sang de l'Olympe, une bonne partie de leurs troupes (dont Kinzie) sont décimées par Orion quand ce dernier les attaque à San Juan.
- Arachné : la tisseuse de l'Antiquité, maudite par Athéna et changée en araignée. Elle voue une haine féroce à tous les enfants de la déesse et garde l'Athéna Parthénos depuis des millénaires dans une caverne sous Rome. Dans La Marque d'Athéna, Annabeth comprend avec horreur que c'est elle sa pire ennemie et qu'elle se trouve au bout de sa quête. Dans la caverne envahie de toiles d'araignée, Annabeth réussit à coincer Arachné dans un piège de soie mais la caverne s'effondre. Arachné tombe dans la fosse menant droit au Tartare, mais entraîne Annabeth et Percy dans sa chute. Dans La Maison d'Hadès, elle surgit brièvement pour tuer Annabeth mais Percy la transperce avec son épée.
- Antée : un géant de la mythologie grecque. Il ne peut être vaincu tant qu'il touche le sol. Il organise des combats dans son arène dans La Bataille du Labyrinthe mais Percy parvient à le tuer en le suspendant à des chaînes.
- Argos : le gardien de sécurité de la Colonie. Il a des yeux sur tout le corps.
- Les Centaures : créatures mi-hommes mi-chevaux, généralement stupides voire violentes. La seule exception est Chiron, l'instructeur de la Colonie. Il est le fils de Cronos et l'équivalent de Lupa pour les Grecs. Il est le mentor de Percy pendant. Lorsqu'il prend forme humaine, il cache sa partie cheval dans un fauteuil roulant.
- Les Chasseresses d'Artémis : un groupe de jeunes filles immortelles ayant fait vœu de chasteté en échange de l'immortalité et de la compagnie de la Déesse de la Chasse. Elles sont particulièrement hostiles envers les demi-dieux masculins. Zoé Nightshade est leur lieutenante dans Le Sort du Titan, où on apprend qu'elle a aidé Hercule à s'emparer des pommes du jardin des Hespérides. Zoé meurt en commandant son père, le Titan Atlas et est remplacée par Thalia Grace.
- Cyclopes : êtres avec un œil unique, dotés d'un appétit pour les demi-dieux. Ils peuvent imiter la voix des êtres humains, et sont soit hostiles (comme Polyphème) soit du côté des dieux (comme Tyson).
- Drakaina : femme à la moitié inférieure du corps remplacée par deux queues de serpent. Elles apparaissent pour la première fois dans La Mer des Monstres, sur le Princesse Andromède. Leur reine est tuée d'une flèche par Chiron dans Le Dernier Olympien.
- Dryades : des nymphes dont la force vitale est liée à celle d'un arme.
- Echidna : la mère des monstres Cerbère, Chimère, l'Hydre de Lerne, le lion de Némée... Elle apparaît sous la forme d'une vieille femme avec un chihuahua qui s'avère être la Chimère. Elle attaque Percy mais ce dernier lui échappe en sautant de l'Arche de Saint-Louis.
- Les Empousai : des femmes vampires aux yeux rouges avec une patte d'âne et une patte de bronze. Dans La Bataille du Labyrinthe, Percy est attaquée par deux d'entre elles : Tammi et Kelli. Percy tue la première et c'est Annabeth qui élimine Kelli dans l'atelier de dédale. Dans La Maison d'Hadès, Kelli retrouve Percy et Annabeth au Tartare et tente de se venger en les tuant mais elle est écraser par Bob le Titan.
- Faunes/Satyres : compagnons des demi-dieux, chargés de les protéger. Ce sont des créatures champêtres avec des cornes et des pattes de bouc.
- Les Gorgones : femmes à la chevelure de serpents dont le regard peut changer en pierre. La première d'entre elles est Méduse : Percy, Annabeth et Grover la rencontrent dans Le Voleur de Foudre où elle tente de les pétrifier, à cause de la rancune qu'elle éprouve envers les parents d'Annabeth et Percy. Ce dernier finit par lui couper la tête. Les sœurs de Méduse, Sthéno et Euryale, apparaissent dans Le Fils de Neptune : elles pourchassent Percy à travers San Francisco, voulant se venger de lui pour la disparition de leur sœur. Percy les fait disparaître dans le Petit Tibre qui encercle la Nouvelle-Rome
- Géryon : l'homme à trois corps. Il gère un ranch dans La Bataille du Labyrinthe. Il tente de tuer Percy mais ce dernier réussit à transpercer ses trois cœurs avec une flèche, après une prière à Artémis et Apollon. Dans La Maison d'Hadès, un arai maudit Percy qui ressent la douleur de Géryon quand ce dernier a été transpercé de sa flèche.
- Les Grées : les "Sœurs grises", qui partagent un œil et une dent. Elles sont présentes à New York dans La Mer des Monstres et conduisent un taxi.
- Hyperboréens : des géants du Nord, aux pouvoirs de glace. Généralement pacifiques, il se battent dans le camp de Cronos pendant la seconde guerre des Titans. Dans Le Fils de Neptune, Percy en aperçoit en Alaska.
- Lestrygons : des géants cannibales qui apparaissent pour la première fois dans La Mer des Monstres.
- Lotophages : les mangeurs de lotus, qui tiennent un hôtel-casino à Las Vegas. Dans ce hôtel magique, le temps s'écoule au ralenti, si bien que l'on peut y rester des décennies sans vieillir : c'est ce qui est arrivé à Nico et Bianca di Angelo puis, plus tard, à Percy, Annabeth et Grover.
- Loup-garou : les membres de la meute de Lycaon. Ils sont vulnérables à l'argent.
- Manticore : un monstre au visage d'homme, au corps de lion et à la queue de scorpion. Il apparaît sous le nom de Mr Thorn dans Le Sort du Titan et attaquent Percy, Annabeth, Grover, Thalia, Nico et Bianca sur une falaise près de Westover Hall. C'est sa faute si Annabeth est capturée.
- Minotaure : un être mi-homme, mi-taureau, fils de la reine Pasiphaé. Le Minotaure est le premier monstre tué par Percy, au début du premier livre. Le Minotaure se reforme plus tard, dans Le Dernier Olympien, où il est de nouveau tué par Percy sur le pont de Williamsburg.
- Nymphes : des fées associées à la nature.
- Les Parques : trois déesses qui décident du destin de chaque individu. Elles apparaissent à plusieurs reprises.
- Satyres/Faunes : hommes aux cornes et pattes de bouc, associés à Dionysos. Ils sont assignés à la protection d'un demi-dieu.

#### Monstres gréco-romains particuliers
- Arion : le cheval le plus rapide du monde, fils de Poséidon et de Déméter. Il se nourrit de métaux précieux. Dans Le Fils de Neptune, Hazel l'apprivoise au QG des Amazones et est la première à pouvoir le monter depuis des millénaires.
- Cerbère : le chien à trois têtes qui garde les Enfers. Il apparaît dans Le Voleur de Foudre et Le Dernier Olympien.
- Charybde et Scylla : les deux monstres qui gardent l'entrée de la Mer des Monstres. Charybde a l'apparence d'une bouche qui avale la mer dans un tourbillon et Scylla est une hydre à six têtes. Dans La Mer des Monstres, le vaisseau de Clarisse est pris entre les deux monstres.
- Ladon : le dragon à cent têtes qui garde le jardin des Hespérides. Il apparaît dans Le Sort du Titan, où il blesse Zoé Nightshade.
- Lion de Némée : un lion, vaincu une première fois par Hercule, qui apparaît dans Le Sort du Titan. Percy, Thalia, Zoé, Grover et Bianca l'affrontent au National Air and Space Museum. Sa peau est impénétrable, ce qui fait que Percy est obligé de l'étouffer pour le détruire. Sa peau de lion est par la suite transformée en manteau de protection pour Percy.
- Lupa : l'équivalent de Chiron pour les Romains, elle recueille les enfants demi-dieux pour les emmener au Camp Jupiter.
- Les Oiseaux de Stymphale : pigeons diaboliques, au bec et serres de bronze. Ils attaquent les Sang-Mêlé dans La Mer des Monstres.
- Ophiotauros : une créature moitié-taureau, moitié-serpent que Percy surnomme Bessie. Celui qui le détruit est doté du pouvoir de renverser l'Olympe. L'Ophiotauros est alors activement recherché dans Le Sort du Titan mais épargné par les dieux.
- Sanglier d'Erymanthe : sanglier géant, capturé une fois par Hercule, qui apparaît dans Le Sort du Titan.
- les Sirènes : créatures marines, au corps d'oiseau et au visage humain, dont le chant mène les marins à leur mort. Percy et Annabeth les rencontrent dans La Mer des Monstres. Annabeth plonge à l'eau pour les rejoindre mais Percy parvient à la sauver.
- La Sphinge : créature mi-lion, mi-aigle, mi-homme que Percy, Annabeth, Grover et Tyson rencontrent dans le labyrinthe dans le tome 4. Au lieu de poser des énigmes, la Sphinge pose des questions, ce qui exaspère Annabeth.
- Typhon : monstre suprême, jadis enfermé sous l'Etna mais sous le Mont Saint-Helens à l'époque moderne. Percy le libère involontairement dans La Bataille du Labyrinthe. Dans Le Dernier Olympien, Typhon se dirige sur New York et les mortels le prennent pour une perturbation atmosphérique. Il est finalement détruit par les dieux de l'Olympe qui s'unissent face à lui.

## Les Chroniques de Kane

### Personnages principaux

#### Carter Kane
L'un des deux narrateurs, avec sa sœur Sadie. Il a quatorze ans au début de la trilogie. Contrairement à sa sœur, Carter a la peau noire et des cheveux crépus.  
Il a été appelé Carter d'après l'archéologue ayant découvert le tombeau de Toutankhamon. Après la mort de sa mère Ruby quand il avait huit ans, il a été confié à son père Julius, éminent égyptologue, et emmené avec lui à travers le monde sur différents sites de fouilles. Dans La Pyramide rouge, son père emmène Carter et Sadie quelques jours avant Noël au British Museum où Julius tente d'invoquer Osiris mais c'est à la place Seth qui émerge de la Pierre de Rosette. Mais il n'est pas le seul : sans le savoir, Carter devient l'hôte du dieu Horus. Après la disparition de Julius ayant fusionné avec Osiris, Carter est emmené par son oncle à Brooklyn avec sa sœur Sadie, où Carter apprend qu'il descend d'une puissante lignée de magiciens de la Maison de la Vie, ainsi que de certains pharaons comme Ramsès II et Narmer. 
Carter possède une amulette magique, l'œil d'Horus, et parvient à communiquer avec le dieu en lui après quelques jours. Lorsqu'il est emmené à la Maison de la Vie par Zia Rashid avec sa sœur, Carter apprend la magie et développe des sentiments pour Zia. 

#### Sadie Kane
L'une des deux narrateurs, avec son frère Carter. Elle a douze ans au début de la trilogie. Contrairement à son frère, Sadie a la peau claire et les yeux bleus comme sa mère, ainsi que des cheveux blonds auxquels elle fait régulièrement de petites mèches de couleur. 
Après la mort de sa mère Ruby, Sadie fut élevée par ses grands-parents maternels et séparée de son frère Carter. Dans La Pyramide rouge, elle retrouve son frère et son père. Ce dernier tente d'invoquer Osiris au British Museum, mais échoue et à la place, ce sont les cinq dieux (Osiris, Horus, Isis, Seth et Neptys) qui sont libérés. Dans l'explosion de la Pierre de Rosette, Sadie devient l'hôte mortel d'Isis, la déesse de la magie. Lorsque les deux enfants sont attaqués par des monstres chez leur oncle Amos, Sadie demande à sa chatte de compagnie, Muffin, de les aider et c'est la déesse Bastet qui apparaît. En tant que descendante de pharaons et de magiciens, Sadie est prédisposée pour être une puissante magicienne, ce qu'elle démontre à plusieurs reprises en jetant des sorts sans apprentissage.
Lorsqu'elle rencontre Anubis, Sadie éprouve un certain béguin pour le dieu qui prend l'apparence d'un adolescent. Elle est souvent sarcastique et n'hésite pas à se moquer de son frère aîné.
Sadie possède une amulette magique, le nœud d'Isis, et parvient à communiquer avec la déesse en elle après quelques jours.

#### Zia Rashid
Zia est une magicienne expérimentée de la Maison de la Vie, spécialisée dans la magie du feu. Elle fut recueillie par Iskandar lorsqu'elle était enfant, alors la seule survivante de son village détruit par un monstre.
Lors de l'explosion du British Museum, Zia se rend sur les lieux avec Desjardins, et devient involontairement l'hôte de la déesse Nephtys. Plus tard, c'est elle qui sauve Sadie et Carter de la déesse scorpion Serket à Brooklyn. Elle aide les enfants Kane à s'échapper à travers un portail qui les amène à la Maison de la Vie. Plus tard, alors que Desjardins souhaite que les enfants soient exécutés, Zia les laisse s'enfuir. Plus tard, elle devient leur protectrice après le sacrifice de Bastet face à Sobek. Zia finit par découvrir qu'elle héberge la déesse Nephtys et aide Carter et Sadie à combattre Seth au Nouveau-Mexique. Dans la pyramide, Zia est blessée et révèle à Sadie le nom de Seth, avec lequel les Kane vont pouvoir bannir le dieu du désert. A la fin du tome, alors que Zia est sur le point de mourir, on découvre que ce n'était pas la vraie Zia, mais un ouchebti vivant, créé par Iskandar afin de garder la vraie Zia en sécurité.
Zia est destinée à devenir l'hôte du dieu Rê.

### Dieux Egyptiens
- Anubis : dieu-chacal de la mort et de la momification. Il est rencontré en rêve par Sadie dans La Pyramide rouge où il lui apparaît comme un adolescent habillé de cuir, aux oreilles décollées.
- Bastet : la déesse-chatte. Dans la Pyramide rouge, il est révélé qu'elle fut emprisonnée avec le serpent Apophis pour le combattre chaque jour. Elle fut libérée par Julius et Ruby Kane, alors que Carter avait huit ans et Sadie six, qui l'invoquèrent à Londres, au pied de l'Aiguille de Cléopâtre. Mais sa libération entraîna la mort de Ruby. Julius lia Bastet à Muffin, la chatte de Sadie. Bastet est finalement invoquée par Sadie et défend les enfants Kane face à des monstres, puis face à Serket et Sobek. Face à ce dernier, elle perd la vie et retourne dans la Douât. A la fin du premier tome, Osiris/Julius offre à Bastet de retourner dans le monde des vivants où elle peut de nouveau veiller sur les apprentis magiciens.
- Geb : dieu de la Terre, père d'Horus, Osiris, Isis, Seth et Nephtys. Pour avoir aidé ses cinq enfants à naître, il fut puni et séparé pour l'éternité de son épouse Nout, déesse du ciel. Dans La Pyramide rouge, Sadie lui transmet un message d'amour de Nout au Nouveau-Mexique.
- Horus : dieu-faucon de la guerre. Il est libéré par Julius Kane et sommeille alors en Carter Kane. Assez orgueilleux, Horus tente plusieurs fois de prendre le contrôle de Carter avant que les deux ne fassent équipe contre Seth. A la fin du tome La Pyramide rouge, Carter laisse Horus partir de son corps.
- Isis : déesse de la magie, épouse d'Osiris et mère de Seth. Elle habite Sadie Kane durant La Pyramide rouge.
- Nephtys : déesse des rivières, épouse de Seth. Lors de la trahison de ce dernier, elle défendit Isis. Elle habite Zia Rashid en secret dans le premier tome, et est détentrice du véritable nom de Seth.
- Nout : déesse du ciel, elle est l'épouse de Geb. Condamnée à demeurer dans le ciel sans pouvoir retrouver son mari, elle demande à Sadie de lui transmettre un message dans La Pyramide rouge.
- Osiris : le dieu des morts et de l'au-delà. Dans La Pyramide rouge, il est réincarné en Julius Kane mais banni dans la Douât immédiatement.
- Seth : le dieu du désert, il est le principal antagoniste dans La Pyramide rouge. Il possède Amos Kane à son insu. A la fin du tome, Carter et Sadie découvrent qu'il était manipulé par Apophis.
- Sekhmet : la déesse-lionne. Jugée trop dangereuse et incontrôlable, elle fut laissée dans la Douât. Mais dans La Pyramide rouge, Desjardins l'invoque afin qu'elle détruise Sadie, Carter et Zia au Nouveau-Mexique. Impitoyable chasseuse, Sekhmet est pourtant vaincue : elle est trompée et boit de la sauce salsa, ce qui l'affaiblit jusqu'à ce qu'elle redevienne Hathor, la déesse-vache.
- Serket : déesse-scorpion. Elle apparaît à Brooklyn dans La Pyramide rouge et attaque Carter et Sadie, étant apparemment dans le camp de Seth. Bastet se bat avec elle et plus tard c'est Zia qui parvient à la bannir dans la Doûat.
- Sobek : dieu-crocodile. Dans La Pyramide rouge, il attaque Carter, Sadie et Bastet alors qu'ils sont au bord d'une rivière. Le dieu-crocodile est alors vaincu par Bastet qui disparaît par la même occasion.
- Thot : dieu de la connaissance, tantôt ibis, tantôt babouin. Il réside à Memphis.
- Taouret : déesse-hippopotame. Déesse de l'accouchement elle protège les innocents (en particulier les enfants) et assiste les héros dans Le Trône de feu, elle est également la seule infirmière dans la maison de retraite pour divinités âgées, Sunny Acres, dans la Duat.

## Magnus Chase et les Dieux d'Asgard

### Personnages principaux

#### Magnus Chase
Magnus est le narrateur de la trilogie. Il a des cheveux blonds et des yeux gris. Son arme est Sumarbrander, alias "Jack", l'épée de Freyr. Magnus est le fils de Nathalie Chase et de Freyr, et le cousin d'Annabeth Chase. Au début du premier tome, il vit dans les rues de Boston. Sa mère est morte dans l'explosion de leur appartement, alors que Magnus s'échappait par l'escalier de secours. Depuis, il est SDF et ses meilleurs amis sont Blitzen et Hearthstone.
Le jour de son seizième anniversaire, au début de L'Epée de l'été, Magnus apprend que son oncle Frederick et sa cousine Annabeth le recherchent. Méfiant, il se rend d'abord dans la maison de son autre oncle, Randolph. Mais ce dernier apparaît et demande à Magnus de le suivre. Il révèle au jeune homme que son père était un dieu nordique et qu'il faut récupérer l'épée de Freyr car le Ragnarök approche. Sur le pont de la rivière Charles, Magnus parvient à extraire Sumarbrander du cours d'eau mais c'est alors qu'il est attaqué par Surt, le géant du feu. Magnus meurt alors et arrive à l'hôtel Walhalla, emmenée par Sam, sa Walkyrie. Magnus est alors un guerrier immortel, sauf s'il meurt en dehors des murs de l'hôtel. Il apprend que ses amis Blitz et Hearth sont respectivement un nain et un elfe. En allant récupérer l'épée dans son cercueil, Magnus tombe sur sa cousine Annabeth, sans savoir qu'ils ont en commun le fait d'avoir un parent divin. Après avoir pêché Jörmungand, visité Nidavellir et combattu des géantes, Magnus, Blitzen, Hearth et Samirah font face à Fenrir sur l'île de Lyngvi car ils doivent rattacher le loup pour éviter que le Ragnarök ne commence. Magnus affronte de nouveau Surt, parvient à rattacher Fenrir avant de quitter l'île. Alors qu'il est inconscient, Magnus fait un rêve au cours duquel il rencontre son père Freyr, et le serre dans ses bras. A la fin du tome, Magnus retrouve sa cousine Annabeth et apprend qu'elle aussi vit des aventures de demi-dieu.
Dans Le Marteau de Thor, Magnus fait la connaissance d'Alex Fierro, un autre enfant de Loki à l'hôtel Walhalla. Dans ce tome, Sam est forcée d'épouser un géant,par son père afin que ce dernier puisse être libéré par l'épée Skofnung. Au cours de ce tome, Magnus sauvera la vie de Blitzen, visitera Alfheim et rencontrera le dieu Heimdall. Le jour du mariage, la cérémonie est déplacée dans la grotte de Loki et il y a une bataille entre les einherjar et les géants invités au mariage. Randolph libère Loki mais en paye le prix : il est aspiré dans un gouffre sous les yeux de Magnus. A la fin du livre, Magnus recouvre Annabeth et lui apprend qu'il va devoir se rendre sur les terres anciennes par bateau afin de stopper Loki. Annabeth décide alors de présenter Percy Jackson à Magnus... 
Dans Le Vaisseau des damnés, Magnus s'entraîne avec Percy dans le port de Boston au combat naval. Ensuite, Magnus découvre avec Alex un plan qu'avait élaboré Randolph pour emprisonner Loki et ainsi empêcher le Ragnarök : il faut que Magnus batte Loki dans un duel d'insulte afin que ce dernier soit emprisonné dans une coquille de noix. Magnus et ses amis se lancent alors dans une quête pour retrouver l'Hydromel de Kvasir, une boisson magique qui donne le talent d'éloquence à celui qui en boit. Sur un bateau offert par Freyr, le groupe passe par York avant de se rendre en Norvège. C'est à Niflheim que Magnus et Alex échangent leur premier baiser, alors qu'Alex est une fille. Plus tard, le groupe attaque Naglfar avec Loki à son bord et Magnus parvient à vaincre le dieu des mensonges. Le Ragnarök est empêché et le groupe célèbre l'évènement au Walhalla. Plus tard dans la soirée, Alex va retrouver Magnus dans sa chambre (en tant que garçon cette fois) et l'embrasse une seconde fois. Magnus, qui ne voit aucun inconvénient à la fluidité de genre d'Alex, décide d'ouvrir avec lui/elle un centre pour SDF à Boston dans la maison que son oncle lui a légué.

#### Blitzen
Blitzen (Blitz) est un nain. Il a 20 ans, des cheveux noirs et une courte barbe. Ses parents sont le nain Bili et la déesse Freyja, ce qui fait de lui le cousin de Magnus et un nain plus grand que la moyenne. Le père de Blitzen a disparu alors qu'il se rendait à la prison de Fenrir voir si le lien qui maintenait le loup enchaîné tenait toujours.
Dans L'Epée de l'été, Blitzen et Hearth veillent sur Magnus. En échange de boire de l'eau du puits de la sagesse pour avoir le pouvoir de venger son père, Blitzen travaille pour Mimir. Au lieu de démontrer des qualités de forgeron, Blitzen s'intéresse à la mode. En tant que nain, il est vulnérable aux rayons du soleil qui le changent en pierre s'il y est exposé. Au cours du tome, il affronte Eitri Junior à Nidavellir au cours d'un concours et forge un costume trois pièces en métal, ce qui lui vaut la victoire et permet d'obtenir au groupe une nouvelle corde pour attacher Fenrir. Blitzen obtient alors confirmation que le loup a dévoré son père et entrave de nouveau Fenrir avec l'aide de Magnus. 
Dans Le Marteau de Thor, Blitzen est mortellement blessé par Skofnung, une épée qui cause des blessures qui ne peuvent guérir. Magnus expose alors Blitzen aux rayons du soleil, ce qui change le nain en pierre, laissant du temps à Magnus et à Hearthstone de trouver la pierre à aiguiser de Skofnung, qui peut guérir les blessures causées par l'épée.
Dans Le Vaisseau des damnés, Blitzen rouvre sa boutiques de vêtements et permet aux SDF du refuge de Magnus et d'Alex d'y travailler.

#### Hearthstone
Hearthstone (Hearth) Alderman est un elfe d'Alfheim. Il a les cheveux blonds latine et porte constamment une écharpe rayée rouge et blanche. Hearth est sourd-muet, ce qui lui a toujours valu du mépris de la part de son père, car les elfes vénèrent la perfection. À cause de sa surdité, Hearth n'a pu empêcher la mort de son petit-frère Andiron, dévoré par un monstre alors qu'il jouait près d'un puits.
Dans le but d'acquérir plus de pouvoir, Hearth a alors passé un marché avec Mimir afin d'apprendre la magie des runes. Dans le premier tome, Hearth retrouve Magnus à l'hôtel Walhalla et l'aide à travers ses aventures grâce à sa magie, qu'il pratique avec des pierres de rune. C'est ainsi qu'il empêche le groupe d'être tué par Fenrir à la fin du livre, en utilisant la rune Algiz. Dans Le Marteau de Thor, Hearth rencontre son père à Alfheim et ce dernier prend possession d'un anneau maudit le transformant peu à peu en monstre. Hearth rencontre plus tard la déesse Sif qui l'avertit qu'un jour ou l'autre il devra prendre possession de la rune othala. 
Dans Le Vaisseau des damnés, Hearth dit adieu au fantôme d'Andiron et à son père, tué par Magnus après sa transformation en monstre.

#### Samirah al-Abbas
Samirah (Sam) est une Walkyrie au service d'Odin. Lorsqu'elle était enfant, elle a sauvé son école d'un géant de glace et c'est ainsi qu'elle a été choisie pour amener au Walhalla les guerriers morts au combat. Sam est musulmane, son hijab vert peut faire office de cape d'invisibilité et descend d'Ibn Fadlân. Elle est fiancée à son cousin éloigné, Amir Fadlan, dont elle est amoureuse depuis ses douze ans.
Sam est la fille de Loki, de qui elle tient son pouvoir de métamorphose, même si elle en a peur du fait de l'emprise qu'il a sur elle. Elle se bat soit avec une hache, soit avec une lance.
Dans L'Epée de l'été, c'est elle qui conduit l'âme de Magnus au Walhalla après sa mort face à Surt. À la suite de cela, elle est temporairement expulsée du Walhalla. Elle rejoint plus tard Magnus, Blitz et Hearth à travers leur quête. Lors du duel de Blitzen, elle se transforme en taon pour piquer Eitri Junior pour faire gagner du temps à Blitz, comme son père avant elle. A la fin du livre, elle affronte Fenrir sous la forme d'une lionne. Dans Le Marteau de Thor, Sam est victime d'un marché entre Loki et un géant détenteur de Thor, marché qui amènerait Loki à être libéré : Sam doit épouser le géant Thrym. Dans ce tome, Sam rencontre également Alex, un autre enfant de Loki, qui tente d'aider Sam à résister à l'emprise de Loki. En dépit de l'aide d'Alex, Sam ne parvient pas à empêcher la libération de Loki. Parallèlement, Sam révèle à son fiancé sa fonction de Walkyrie et le monde des dieux nordiques. 
Dans Le Vaisseau des damnés, Sam s'entraîne toujours avec Alex à résister à Loki, même si la tâche est difficile d'autant plus que Sam jeune durant le Ramadan. A la fin du tome, Samirah est réunie avec Amir au Walhalla.

#### Alex Fierro
Alex est le second enfant de Loki : il/elle a les cheveux noirs aux pointes vertes, avec un œil marron et l'autre ambré. Alex est né/e après que Loki se soit transformé en femme et ait eu une aventure avec le père d'Alex, un homme marié. Du fait de sa filiation pour le moins spéciale, Alex est transgenre, un argr en vieux norrois : il/elle passe à volonté du masculin au féminin. Alex porte généralement des vêtements verts et roses, et aime particulièrement l'art de la poterie, car il/elle apprécie le fait de modeler quelque chose comme il/elle le souhaite. Son arme est un garrot de métal. Comme Sam, Alex peut se changer en animal : guépard, éléphant, belette ou encore en d'autres personnes. 
Alex apparaît pour la première fois dans Le Marteau de Thor : après avoir été viré/e de chez lui/elle par son père et sa belle-mère qui n'acceptaient pas sa transidentité, Alex a vécu dans les rues de Boston jusqu'à ce qu'il/elle meurt, attaqué/e par des loups alors qu'il/elle venait au secours d'un SDF. C'est ainsi que Sam sauve son âme et qu'Alex arrive à l'hôtel Walhalla. Sa fluidité de genre et sa mauvaise humeur quasi constantes créent alors un certain remue-ménage parmi les pensionnaires. Magnus est particulièrement troublé et intrigué par Alex et sa faculté à changer de genre en fonction de son humeur. Dans ce tome, Alex accepte de se métamorphoser en Sam pour tromper les géants au mariage forcé entre la Walkyrie et Thrym. 
Dans Le Vaisseau des damnés, Alex construit un golem afin de combattre un géant de terre à York, entraîne Samirah à résister à l'emprise de Loki et aide à récupérer la pierre à aiguiser pour tuer les géants gardant l'hydromel de Kvasir. Pendant la pénible traversée de Niflheim pour atteindre la forteresse de Skadi, Alex embrasse Magnus (en étant fille sur le moment), car ne voulant pas risquer de mourir de froid avant d'avoir essayé. Il/Elle se bat également au côté de Samirah sur le Naglfar pour neutraliser leur père. 
A la fin du tome, Alex va voir Magnus dans sa chambre car ce dernier lui a fait une déclaration d'amour et une proposition. Alex, alors garçon, embrasse de nouveau Magnus. Ce dernier n'a aucun problème avec le fait qu'Alex change de genre à volonté, expliquant que l'amour qu'il ressent est pour Alex, pas pour "un" ou "une" Alex en particulier. Alex accepte alors l'offre de Magnus : ensemble, ils transforment la maison de Randolph en refuge pour SDF, ce qu'ils étaient tous deux avant d'être entraînés dans leurs aventures mythologiques.

### Dieux nordiques
Les dieux nordiques sont divisés en deux groupes : les Ases originaires d'Asgard et les Vanir de Vanaheim. 

#### Les Ases
- Frigg : reine des Ases, épouse d'Odin. Déesse de la sagesse pouvant voir l'avenir, elle apparaît dans Le Vaisseau des Damnés où elle s'avère être la mère de Mallory Keen.
- Heimdall : dieu gardien du Bifröst. Il apparaît dans Le Marteau de Thor, où il est accro aux selfies.
- Loki : dieu de la discorde, de la ruse et des mensonges. C'est le père de Samirah et la mère d'Alex. Pour avoir tué le dieu Baldr, Loki a été enfermé sous la surveillance d'un serpent dont le venin lui ronge le visage. Il apparaît régulièrement dans les rêves de Magnus car il souhaite être libéré de sa prison. Il fut responsable de la mort de Mallory Keen. Dans Le Marteau de Thor, il est libéré par Randolph Chase au prix de la vie de ce dernier. Dans Le Vaisseau des Damnés, il commande le vaisseau Naglfar amarré à Niflheim et attend de pouvoir naviguer, ce qui déclenchera le Ragnarök. Mais Magnus parvient à vaincre Loki pendant le concours d'éloquence, le faisant rapetisser jusqu'à atteindre une taille minuscule. Loki est alors emprisonné de nouveau, cette fois dans une coquille de noix.
- Mimir : le dieu de la Sagesse. Il fut décapité pendant la guerre des Vanir et des Ases et depuis sa tête vit toujours et autorise certaines personnes à boire de l'eau de son puits.
- Odin : le Père-de-tout, roi des Ases. D'abord porté disparu dans L'Epée de l'été, il se révèle être déguisé sous la forme de "X" le troll.
- Ran : la déesse de la mer. D'une nature grincheuse, elle collecte dans son filet les âmes des noyés. N'ayant pas mangé sa pomme de jouvence, elle a l'apparence d'une vieille dame. Dans L'Epée de l'été, Magnus la convainc de lui donner la pomme.
- Sif : déesse de la Terre, épouse de Thor. Elle aime venir en aide aux héros. Sa chevelure fut coupée sournoisement par Loki, suite de quoi les cheveux de Sif furent remplacés par une chevelure magique en or capable de pousser. Dans Le Marteau de Thor, elle aide Magnus, Sam, Alex, Blitz et Hearth à échapper aux géants lors de leur fuite de Jötunheim et les accueille dans son palais.
- Sigyn : épouse de Loki. Lorsque ce dernier est emprisonné sous un serpent, Sigyn doit recueillir le venin reptilien dans une coupe, seulement à chaque fois qu'elle vide la coupe, le venin coule sur le visage de Loki. Dans Le Vaisseau des Damnés, elle ne fait aucun geste pour sauver Loki quand ce dernier est réduit à une taille minuscule.
- Thor : le dieu du tonnerre. Il apparaît paresseux et légèrement stupide, au point d'avoir une salle de jeu dans son palais et de perdre constamment son marteau Mjöllnir. C'est d'ailleurs un problème majeur dans le second tome.
- Tyr : le dieu du courage, de la loi et de la guerre. Il a perdu l'une de ses mains à cause de Fenrir. Il apparaît à la fin du livre Le Bateau des Morts, où il félicite son fils T.J.
- Vidar : le dieu de la vengeance. Tout comme Hearth, il est muet. Il apparaît à la fin du livre Le Marteau de Thor, où il écrase des géants avec sa chaussures géante.

#### Les Vanir
- Freyr : dieu de l'été, de la fertilité et de la guérison. C'est le père de Magnus, qui le rencontre à deux reprises.
- Freyja : sœur jumelle de Freyr, donc tante de Magnus et déesse de l'amour et de la beauté. C'est également la mère de Blitzen. Elle règne sur Vanaheim où elle accueille la moitié des demi-dieux morts.
- Njörd : dieu des marins et la pêche, père de Freyr et de Freyja et donc grand-père de Magnus. Dans Le Bateau des Morts, il sauve Magnus des filles d'Ægir et lui conseille d'aller voir Skadi, son ex-femme.

#### Autres dieux
- Hel : fille de Loki, déesse de la mort qui règne sur Helheim. La moitié de son visage est celui d'une femme magnifique et l'autre moitié un cadavre pourrissant. Elle rencontre Magnus dans L'Epée de l'été, où elle le fait se questionner sur ses conditions de vie de guerrier d'Odin.
- Les Nornes : déesses du passé, du présent et du futur. Elles gardent Yggdrasil et délivrent une prophétie à Magnus dans L'Epée de l'été.